# Liste der Nebenflüsse des Mains
Die Liste der Nebenflüsse des Mains enthält die Zuflüsse des Mains.

## Karte

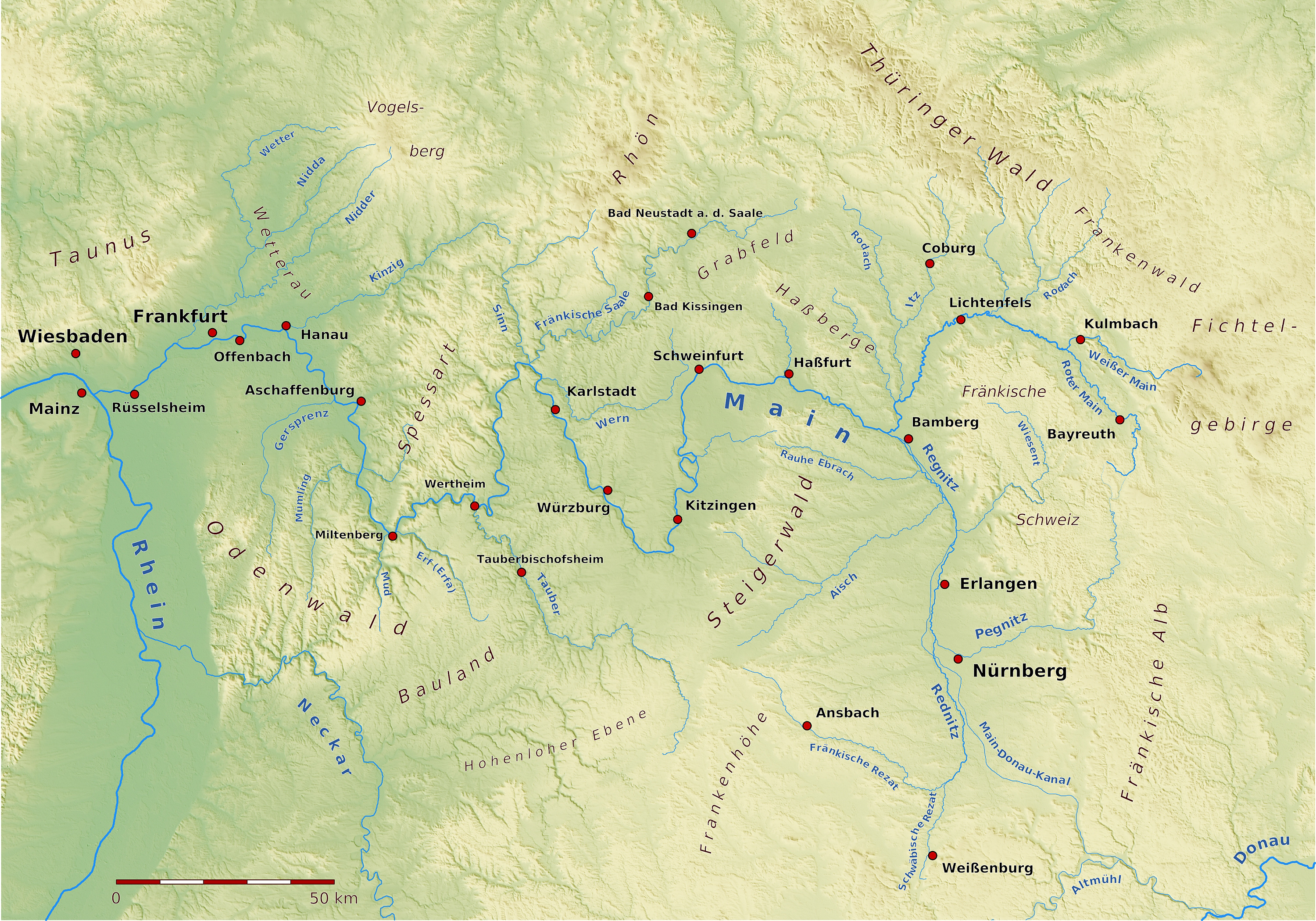
Karte des Mainverlaufs

## Diagramm der Zuflüsse
| Die Zuflüsse des Mains ab 40 km Länge – mit Quellflüssen –        | Die Zuflüsse des Mains ab 40 km Länge – mit Quellflüssen – | Die Zuflüsse des Mains ab 40 km Länge – mit Quellflüssen – | Die Zuflüsse des Mains ab 40 km Länge – mit Quellflüssen – | Die Zuflüsse des Mains ab 40 km Länge – mit Quellflüssen – |
| ----------------------------------------------------------------- | ---------------------------------------------------------- | ---------------------------------------------------------- | ---------------------------------------------------------- | ---------------------------------------------------------- |
| Quelle                                                            |                                                            |                                                            |                                                            |                                                            |
| Weißer Main                                                       | Weißer Main                                                |                                                            | 51,7 km                                                    | 51,7 km                                                    |
| Roter Main                                                        | Roter Main                                                 |                                                            | 55,1 km                                                    | 55,1 km                                                    |
| Rodach                                                            | Rodach                                                     |                                                            | 53,0 km                                                    | 53,0 km                                                    |
| Itz                                                               | Itz                                                        |                                                            | 65,1 km                                                    | 65,1 km                                                    |
| Baunach                                                           | Baunach                                                    |                                                            | 53,9 km                                                    | 53,9 km                                                    |
| Regnitz                                                           | Regnitz                                                    |                                                            | 162,1 km                                                   | 162,1 km                                                   |
| Wern                                                              | Wern                                                       |                                                            | 63,5 km                                                    | 63,5 km                                                    |
| Fränkische Saale                                                  | Fränkische Saale                                           |                                                            | 140,0 km                                                   | 140,0 km                                                   |
| Tauber                                                            | Tauber                                                     |                                                            | 130,6 km                                                   | 130,6 km                                                   |
| Mümling                                                           | Mümling                                                    |                                                            | 49,7 km                                                    | 49,7 km                                                    |
| Gersprenz                                                         | Gersprenz                                                  |                                                            | 62,2 km                                                    | 62,2 km                                                    |
| Kinzig                                                            | Kinzig                                                     |                                                            | 86,0 km                                                    | 86,0 km                                                    |
| Nidda                                                             | Nidda                                                      |                                                            | 89,7 km                                                    | 89,7 km                                                    |
| Mündung – dunkelblau: linke Zuflüsse, hellblau: rechte Zuflüsse – |                                                            |                                                            |                                                            |                                                            |

Eine besondere Bedeutung kommt dem größten Nebenfluss des Mains, der Regnitz, zu. Sie kann nach gewässerkundlichen Merkmalen als eigentlicher Oberlauf des Mains gelten. Die folgende Tabelle lässt die Dominanz der Regnitz am Punkt des Zusammenflusses erkennen:
| Name    | Wasser- führung | Einzugs- gebiet | Länge    |
| ------- | --------------- | --------------- | -------- |
| Main    | 42,1 m³/s       | 4416 km²        | 142,8 km |
| Regnitz | 51,2 m³/s       | 7523 km²        | 162,1 km |

## Sortierbare Tabelle der Zuflüsse(mit Quellflüssen)desMains
(EZG größer 10 km²)
Zur besseren Übersicht und um anhand dieser Spalte flussabwärts sortieren zu können, wurden in die DGKZ-Ziffern nach der 24 – die Kennzahl für den Main selbst – Bindestriche eingefügt.
| Name                                                          | Lage   | Länge [km] | Einzugsgebiet [km²] | Abfluss (MQ) [l/s] | Mündung [Main-km] | Mündung Höhe [m. ü. NHN] | Mündungsort                         | Abschnitt | DGKZ      |
| ------------------------------------------------------------- | ------ | ---------- | ------------------- | ------------------ | ----------------- | ------------------------ | ----------------------------------- | --------- | --------- |
| Weißer Main                                                   | rechts | 051,7      | 636,5               | 9200               | 464,0             | 293                      | Kulmbach-Melkendorf                 | QF        | 24-1100+? |
| Roter Main                                                    | links  | 055,1      | 519,0               | 4890               | 464,0             | 293                      | Kulmbach-Melkendorf                 | QF        | 24-1200+? |
| Motschenbach (mit Lopper Bach)                                | links  | 007,4      | 20,7                |                    | 458,5             | 286                      | Mainleus-Motschenbach               | OM        | 24-1320+? |
| Zentbach                                                      | rechts | 009,0      | 18,1                |                    | 458,3             | 286                      | Mainleus-Fassoldshof                | OM        | 24-1340+? |
| Häckergrundbach                                               | rechts | 005,6      | 14,1                |                    | 452,8             | 281                      | Burgkunstadt-Mainklein              | OM        | 24-1358+? |
| Weismain                                                      | links  | 017,8      | 124,8               | 1400               | 448,8             | 278                      | Altenkunstadt                       | OM        | 24-1360+? |
| Rodach                                                        | rechts | 053,0      | 1009,9              | 13390              | 440,1             | 269                      | Marktzeuln                          | OM        | 24-1400+? |
| Scheidsbach                                                   | links  | 006,7      | 0017,2              |                    |                   | 264                      | Michelau in Oberfranken             | OM        | 24-1514+? |
| Biberbach                                                     | rechts | 011,8      | 0028,2              |                    |                   | 265                      | Michelau in Oberfranken             | OM        | 24-1522+? |
| Schneybach Strang Schmierenbach → Schneybach → Krebsbach      | rechts | 012,2      | 0038,2              |                    |                   | 261                      | Lichtenfels-Schney                  | OM        | 24-1540+? |
| Leuchsenbach                                                  | links  | 010,3      |                     |                    |                   | 260                      | Lichtenfels                         | OM        | 24-1562+? |
| Weiherbach Strang Nestelgraben → Überschargraben → Weiherbach | rechts | 007,1      | 0013,0              |                    |                   | 258                      | Lichtenfels-Kösten                  | OM        | 24-1572+? |
| Schönbrunner Wasser Strang Krausenbach → Schönbrunner Wasser  | links  | 006,0      | 0010,4              |                    |                   | 255                      | Bad Staffelstein-Grundfeld          | OM        | 24-1576+? |
| Lauterbach Strang Döberten → Lauterbach                       | links  | 011,9      | 045,8               |                    |                   | 253                      | Bad Staffelstein                    | OM        | 24-1580+? |
| Sträublingsbach                                               | links  | 003,3      | 0010,9              |                    |                   | 248                      | Ebensfeld                           | OM        | 24-1592+? |
| Kellbach                                                      | links  | 009,4      |                     |                    |                   | 248                      | Ebensfeld                           | OM        | 24-1594+? |
| Itz                                                           | rechts | 065,1      | 1029,0              | 9700               |                   | 238                      | Baunach                             | OM        | 24-1600+? |
| Baunach                                                       | rechts | 053,9      | 426,2               | 2410               |                   | 236                      | Baunach                             | OM        | 24-1800+? |
| Güßbach (mit Zeilangergraben)                                 | links  | 010,6      |                     |                    |                   | 236                      | Breitengüßbach                      | OM        | 24-1912+? |
| Leitenbach (mit Ellernbach)                                   | links  | 022,3      | 116,18              | 900                |                   | 234                      | Hallstadt                           | OM        | 24-1920+? |
| Gründleinsbach                                                | links  | 018,1      |                     |                    |                   | 233                      | Hallstadt                           | OM        | 24-1940+? |
| Regnitz (mit Rednitz)                                         | links  | 0162,1     | 7523,3              | 56590              | 384,1             | 232                      | Bamberg/Bischberg                   | OM        | 24-2000+? |
| Oberhaider Mühlbach                                           | rechts | 008,1      |                     |                    |                   | 228                      | Oberhaid-Staffelbach                | OM        | 24-3112+? |
| Ebelsbach                                                     | rechts | 013,2      |                     |                    |                   | 226                      | Ebelsbach                           | OM        | 24-3114+? |
| Krumbach (auch Altach)                                        | rechts | 011,1      |                     |                    |                   | 222                      | Zeil am Main                        | OM        | 24-3116+? |
| Stöckigsbach                                                  | links  | 014,6      | 35,3                |                    |                   | 220                      | Knetzgau                            | OM        | 24-3118+? |
| Nassach (mit Höllschwärzgraben)                               | rechts | 023,9      | 140,5               | 890                | 354,4             | 216                      | Haßfurt                             | OM        | 24-3120+? |
| Wässernach                                                    | rechts | 012,4      |                     |                    | 353,1             | 216                      | Haßfurt-Wülflingen                  | OM        | 24-3132+? |
| Seebach (mit Steinsfelder Mühlbach)                           | links  | 015,8      |                     |                    | 344,6             | 211                      | Gädheim-Ottendorf                   | OM        | 24-3140+? |
| Erleinsbach (Herrenseegraben)                                 | links  | 006,9      |                     |                    | 343,6             | 208                      | Grettstadt-Untereuerheim            | OM        | 24-3152+? |
| Steinach (mit Abersfelder Mühlbach u. a.)                     | rechts | 010,3      |                     |                    | 337,6             | 208                      | Schonungen                          | OM        | 24-3154+? |
| Höllenbach                                                    | rechts | 005,0      |                     |                    |                   |                          | Schweinfurt-Nordöstlicher Stadtteil | MD        | 24-3155+? |
| Marienbach                                                    | rechts | 008,9      |                     |                    |                   |                          | Schweinfurt                         | MD        | 24-3156+? |
| Unkenbach                                                     | links  | 025,7      | 135,2               |                    | 321,3             | 200                      | Röthlein-Hirschfeld                 | MD        | 24-3160+? |
| Kembach                                                       | rechts | 005,3      |                     |                    | 163,0             | 198                      | Wipfeld                             | MD        | 24-3176+? |
| Volkach (mit Aubach)                                          | links  | 026,6      | 127,8               | 670                |                   | 191                      | Volkach                             | MD        | 24-3180+? |
| Schwarzach                                                    | links  | 021,4      | 179,1               | 980                |                   | 188                      | Schwarzach am Main                  | MD        | 24-3200+? |
| Wenzelbach                                                    | links  | 007,0      | 11,61               |                    | 295,3             | 183                      | Dettelbach-Mainsondheim             | MD        | 24-3312+? |
| Dettelbach                                                    | rechts | 011,8      |                     |                    | 293,8             | 183                      | Dettelbach                          | MD        | 24-3320+? |
| Rodenbach                                                     | links  | 007,8      |                     |                    | 287,8             | 182                      | Kitzingen-Etwashausen               | MD        | 24-3335+? |
| Bimbach                                                       | links  | 007,4      |                     |                    |                   | 182                      | Kitzingen-Etwashausen               | MD        | 24-3336+? |
| Sickersbach                                                   | links  | 012,5      |                     |                    |                   | 182                      | Kitzingen-Siedlung                  | MD        | 24-3360+? |
| Traugraben                                                    | links  | 005,6      | 14,70               |                    | 279,0             | 179                      | Marktsteft                          | MD        | 24-3392+? |
| Breitbach                                                     | links  | 018,6      | 152,98              | 500                |                   | 178                      | Marktbreit                          | MD        | 24-3400+? |
| Thierbach                                                     | links  | 018,2      |                     |                    | 270,0             | 176                      | Ochsenfurt-Thierbachtal             | MD        | 24-3520+? |
| Schafbach (mit Mückenbach)                                    | links  | 004,8      |                     |                    |                   | 172                      | Ochsenfurt-Goßmannsdorf             | MD        | 24-3532+? |
| Jakobsbach                                                    | rechts | 007,4      |                     |                    | 258,5             | 170                      | Randersacker                        | MD        | 24-3536+? |
| Zwischengemäuerbach (mit Reichenberger Bach)                  | links  | 010,1      |                     |                    |                   | 170                      | Würzburg-Heidingsfeld               | MD        | 24-3540+? |
| Pleichach                                                     | rechts | 032,4      | 132,0               | 367                | 251,5             | 167                      | Würzburg                            | MD        | 24-3600+? |
| Dürrbach (mit Riedbach)                                       | rechts | 022,6      | 76,7                |                    | 249,3             | 166                      | Würzburg-Dürrbachau                 | MD        | 24-3720+? |
| Sendelbach                                                    | rechts | 003,0      |                     | 40                 | 243,8             |                          | Veitshöchheim                       | MD        | 24-3734+? |
| Retzbach                                                      | rechts | 004,8      |                     |                    | 235,5             | 162                      | Zellingen-Retzbach                  | MD        | 24-3740+? |
| Leinacher Bach                                                | links  | 005,5      |                     |                    | 235,2             | 162                      | Zellingen                           | MD        | 24-3760+? |
| Wern                                                          | rechts | 063,5      | 601,7               | 2600               | 215,6             | 153                      | Gemünden am Main-Wernfeld           | MD        | 24-3800+? |
| Fränkische Saale                                              | rechts | 0140,0     | 2764,8              | 24200              | 211,1             | 153                      | Gemünden am Main                    | MV        | 24-4000+? |
| Sindersbach                                                   | rechts | 008,2      |                     |                    | 207,8             | 153                      | Gemünden am Main-Langenprozelten    | MV        | 24-5120+? |
| Ziegelbach                                                    | links  | 016,7      |                     |                    |                   | 153                      | Lohr am Main-Halsbach               | MV        | 24-5132+? |
| Buchenbach                                                    | links  | 014,5      |                     |                    |                   | 148                      | Lohr am Main-Steinbach              | MV        | 24-5140+? |
| Lohr (mit Lohrbach)                                           | rechts | 023,1      | 217,2               | 3200               | 198,2             | 148                      | Lohr am Main                        | MV        | 24-5200+? |
| Rechtenbach (mit Bischbornbach)                               | rechts | 011,5      |                     |                    |                   | 148                      | Lohr am Main                        | MV        | 24-5320+? |
| Karbach                                                       | links  | 013,0      |                     |                    | 184,2             | 144                      | Marktheidenfeld-Zimmern             | MV        | 24-5400+? |
| Hafenlohr                                                     | rechts | 026,5      | 147,4               | 1700               | 182,3             | 143                      | Hafenlohr                           | MV        | 24-5600+? |
| Erlenbach                                                     | links  | 007,4      |                     |                    |                   | 143                      | Marktheidenfeld                     | MV        | 24-5740+? |
| Aalbach (mit Franzosengraben)                                 | links  | 026,1      | 119,9               | 450                |                   | 139                      | Wertheim-Bettingen                  | MV        | 24-5800+? |
| Kembach (mit Welzbach)                                        | links  | 013,6      | 50,67               | 201                |                   | 138                      | Wertheim-Urphar                     | MV        | 24-5920+? |
| Tauber                                                        | links  | 0130,6     | 1809,5              | 10060              | 156,6             | 136                      | Wertheim                            | MV        | 24-6000+? |
| Haslochbach                                                   | rechts | 011,7      | 62,84               | 400                |                   | 134                      | Hasloch                             | MV        | 24-7112+? |
| Faulbach                                                      | rechts | 008,6      |                     |                    | 146,8             | 129                      | Faulbach                            | MV        | 24-7114+? |
| Wildbach                                                      | links  | 010,2      | 39,17               | 300                | 142,7             |                          | Wertheim-Mondfeld                   | MV        | 24-7116+? |
| Erf                                                           | links  | 038,3      | 254,7               | 2050               | 125,9             | 125                      | Bürgstadt                           | MV        | 24-7120+? |
| Mud                                                           | links  | 023,8      | 402,1               | 3440               | 123,3             | 125                      | Miltenberg                          | MV        | 24-7200+? |
| Heubach                                                       | rechts | 006,1      | 12,35               |                    | 120,7             | 122                      | Großheubach                         | MV        | 24-7320+? |
| Rüdenauer Bach                                                | links  | 003,7      |                     |                    | 120,8             | 121                      | Kleinheubach                        | MV        | 24-7340+? |
| Laudenbach                                                    | links  | 003,9      | 11,85               |                    | 117,0             |                          | Laudenbach                          | MV        | 24-7352   |
| Röllbach                                                      | rechts | 008,1      | 23,4                |                    | 114,5             | 121                      | Klingenberg am Main-Röllfeld        | MV        | 24-7360+? |
| Mutterbach                                                    | links  | 007,7      | 17,94               |                    |                   | 117                      | Wörth am Main                       | MV        | 24-7380+? |
| Mümling                                                       | links  | 049,7      | 377,4               | 4044               | 105,7             | 117                      | Obernburg am Main                   | MV        | 24-7400+? |
| Elsava (mit Kaltenbach)                                       | rechts | 024,7      | 156,5               | 1320               | 104,1             | 116                      | Elsenfeld                           | MV        | 24-7520+? |
| Neuer Graben                                                  | rechts | 007,0      |                     |                    |                   |                          | Kleinwallstadt                      | MV        | 24-7532+? |
| Sulzbach (mit Leidersbach)                                    | rechts | 010,8      |                     |                    | 95,7              | 113                      | Sulzbach am Main                    | MV        | 24-7534+? |
| Hensbach                                                      | rechts | 008,7      |                     |                    |                   | 109                      | Aschaffenburg-Schweinheim           | MV        | 24-7536+? |
| Aschaff (mit Kleinaschaff)                                    | rechts | 022,4      | 167,89              | 1530               | 84,1              | 108,5                    | Aschaffenburg                       | UM        | 24-7540+? |
| Welzbach                                                      | links  | 014,2      |                     |                    |                   | 108                      | Aschaffenburg-Leider, Hafen         | MV        | 24-7592+? |
| Gersprenz (mit Mergbach)                                      | links  | 062,2      | 513,0               | 3460               | 77,1              | 101,7                    | Stockstadt am Main                  | UM        | 24-7600+? |
| Forchbach                                                     | rechts | 003,4      |                     |                    | 74,0              | 101,7                    | Karlstein am Main-Dettingen         | UM        | 24-7712+? |
| Kahl                                                          | rechts | 032,4      | 198,4               | 2010               | 66,8              | 101,7                    | Kahl am Main                        | UM        | 24-7720+? |
| Bachgraben                                                    | links  | 006,2      | 13,0                | 50,9               | 63,1              | 99,0                     | Hainburg-Hainstadt                  | UM        | 24-7792+? |
| Schifflache                                                   | rechts | 005,9      | 21,3                | 69,5               | 60,6              | 99,0                     | Hanau-Großauheim                    | UM        | 24-7796+? |
| Kinzig                                                        | rechts | 086,0      | 1058,3              | 10836,3            | 55,5              | 99                       | Hanau                               | UM        | 24-7800+? |
| Rodau                                                         | links  | 027,6      | 163,9               | 628,1              | 50,0              | 96,6                     | Mühlheim am Main                    | UM        | 24-7920+? |
| Braubach                                                      | rechts | 007,5      | 30,6                | 120,2              | 49,5              | 96,6                     | Maintal-Dörnigheim                  | UM        | 24-7940+? |
| Hainbach                                                      | links  | 006,8      | 13,0                | 43,6               | 41,8              | 95,2                     | Offenbach am Main                   | UM        | 24-7960+? |
| Bach vom Buchrainweiher                                       | links  | 006,0      | 10,5                | 43,1               | 38,1              | 92,0                     | Frankfurt am Main-Oberrad           | UM        | 24-7972+? |
| Riedgraben                                                    | rechts | 010,9      | 24,5                | 128,4              | 37,1              | 92,0                     | Frankfurt-Ostend                    | UM        | 24-7974+? |
| Königsbach                                                    | links  | 013,7      | 27,7                | 84,8               | 32,8              | 92                       | Frankfurt-Sachsenhausen             | UM        | 24-7980+? |
| Nidda                                                         | rechts | 089,7      | 1942,4              | 13064,8            | 24,9              | 88                       | Frankfurt-Höchst                    | UM        | 24-8000+? |
| Liederbach (mit Reichenbach)                                  | rechts | 020,9      | 37,5                | 308,2              | 24,0              | 88                       | Frankfurt-Höchst                    | UM        | 24-9200+? |
| Kelster                                                       | links  | 004,9      | 32,5                | 121,2              | 20,3              | 87,5                     | Kelsterbach                         | UM        | 24-9400+? |
| Schwarzbach (mit Dattenbach)                                  | rechts | 0031,4     | 134,8               | 1112,4             | 18,5              | 87,5                     | Hattersheim                         | UM        | 24-9600+? |
| Weilbach mit Ardelgraben                                      | rechts | 014,0      | 35,6                | 157,8              | 10,9              | 83,9                     | Flörsheim am Main                   | UM        | 24-9740+? |
| Wickerbach                                                    | rechts | 023,8      | 64,9                | 350,9              | 8,1               | 83,9                     | Flörsheim am Main                   | UM        | 24-9800+? |
| Käsbach (mit Erstem Käsbach)                                  | rechts | 006,3      | 17,3                | 58,6               | 1,5               | 81,6                     | Wiesbaden-Mainz-Kostheim            | UM        | 24-9920+? |

1. ↑  
Die Abkürzungen in der Spalte Abschnitt bedeuten: QF = Quellfluss, OM = Obermain, MD = Maindreieck, MV = Mainviereck, UM = Untermain.

## Nebengewässer des Mains

### Quellflüsse des Mains
(mit Mündungsorten, Höhe Einmündung)

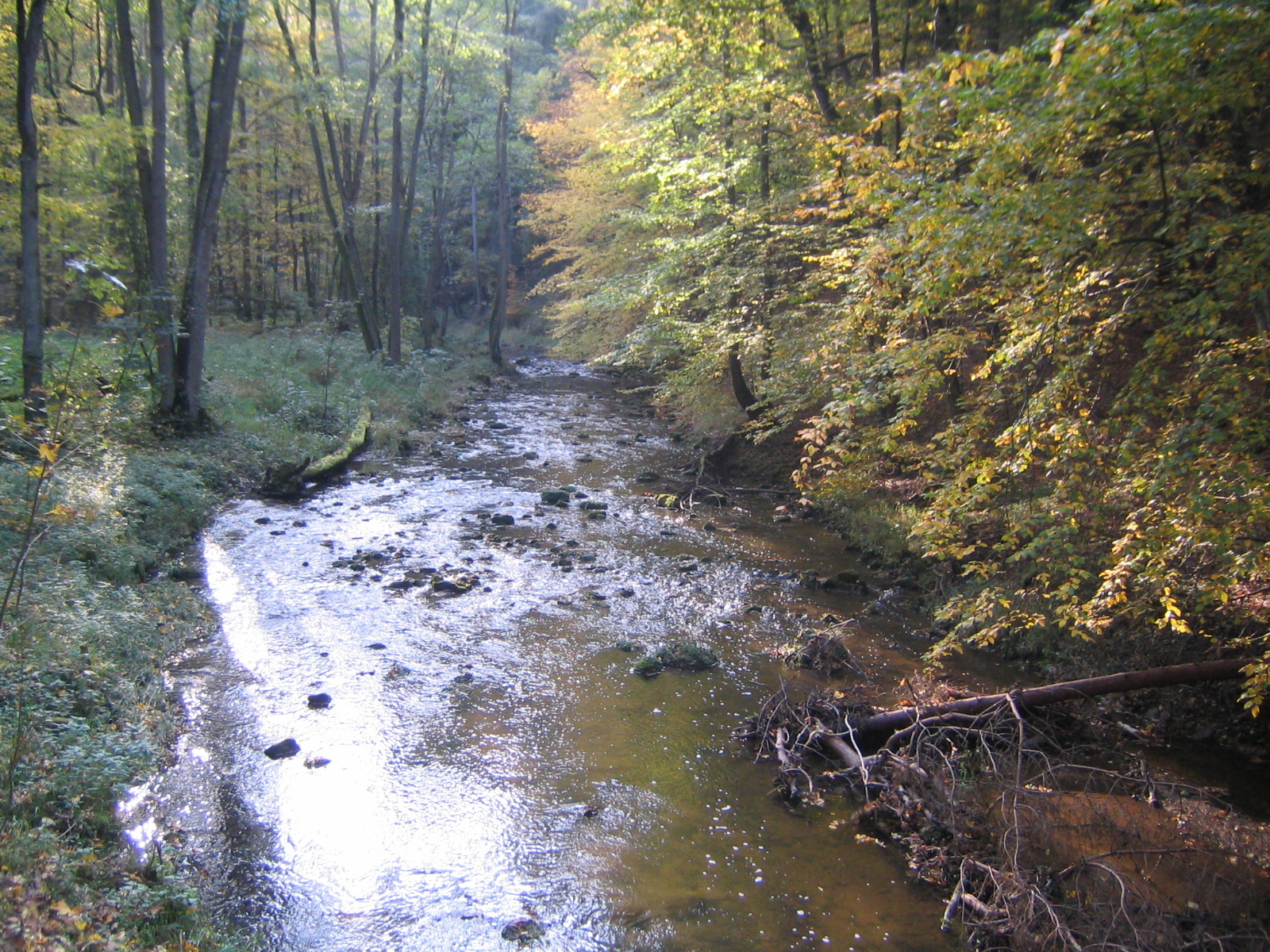
Der Rote Main östlich von Bayreuth

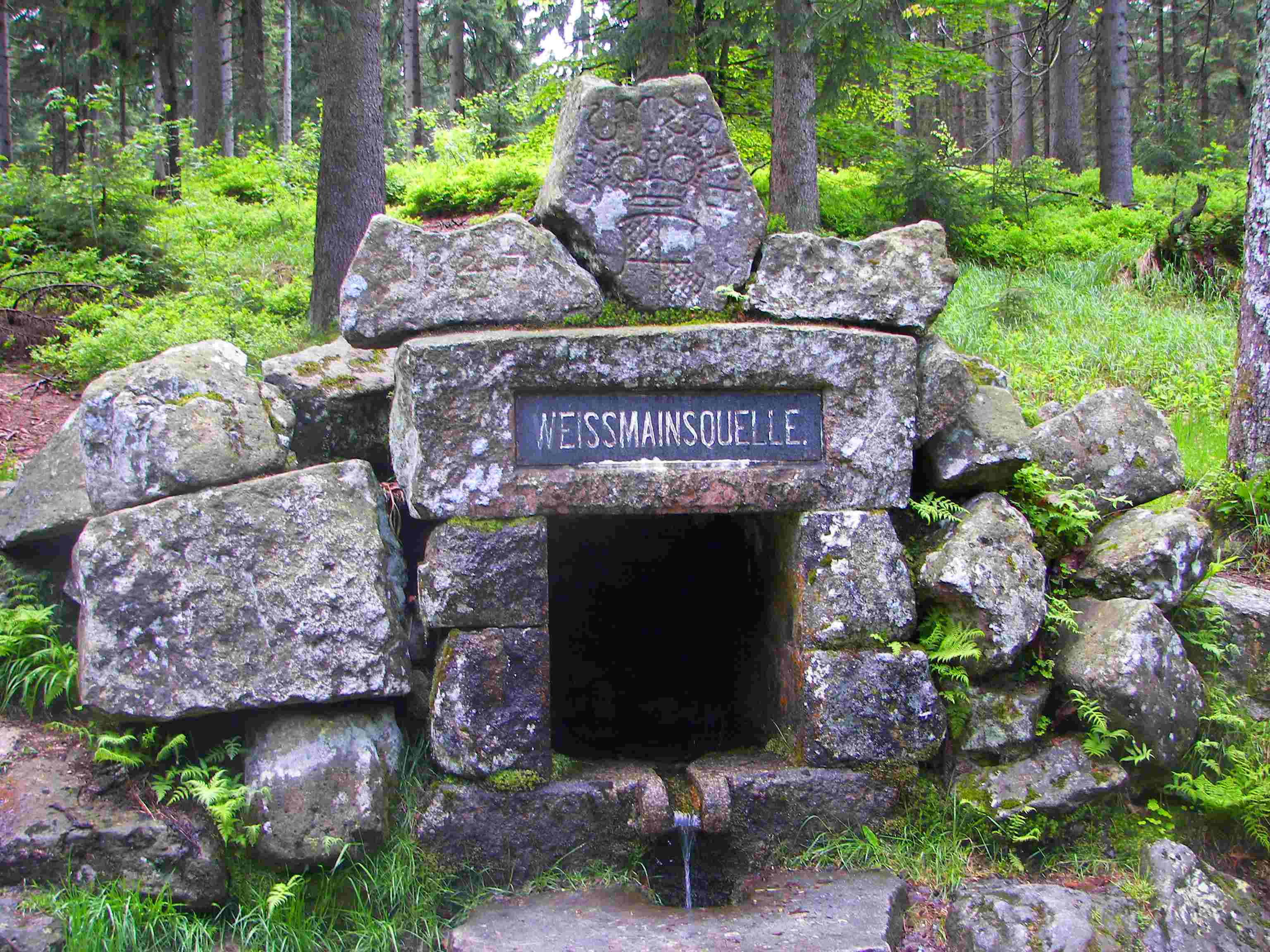
Weißmainquelle

Der Main hat zwei Quellflüsse, den Weißen und den Roten Main.
Die beiden Quellflüsse vereinigen sich am westlichen Stadtrand von Kulmbach-Melkendorf bei Schloss Steinenhausen. Diese Stelle bildet den Ursprung des Mains (50° 5′ 12,9″ N, 11° 23′ 52,2″ O). Wie bei den meisten Flüssen (eine prominente Ausnahme ist zum Beispiel der Rhein) beginnt die Zählung der Flusskilometer jedoch nicht an dieser Stelle, sondern sie endet hier. Die Mainkilometer werden rückwärts, also an der Mündung beginnend, gezählt. Der Weiße Main hat wie der Main die Fließgewässerkennziffer 24.
- Weißer Main (rechts), Kulmbach-Melkendorf, 293 m ü. NHN
- Roter Main (links), Kulmbach-Melkendorf, 293 m ü. NHN

### Zuflüsse des Mains
(mit Mündungsorten, Höhe Einmündung)

#### Zuflüsse des Obermains
Das Gebiet von den Quellflüssen bis zur Höhe Bambergs wird als Obermainland bezeichnet.
Die wichtigsten Zuflüsse sind die Rodach, die Itz, die Baunach und die Regnitz.
- Prötschenbach (rechts), Mainleus-Pölz, 289 m ü. NHN
- Hauptgraben (links)
- Motschenbach (links), 7,5 km (mit Lopper Bach), 25,28 km²,  Mainleus-Motschenbach, 286 m ü. NHN

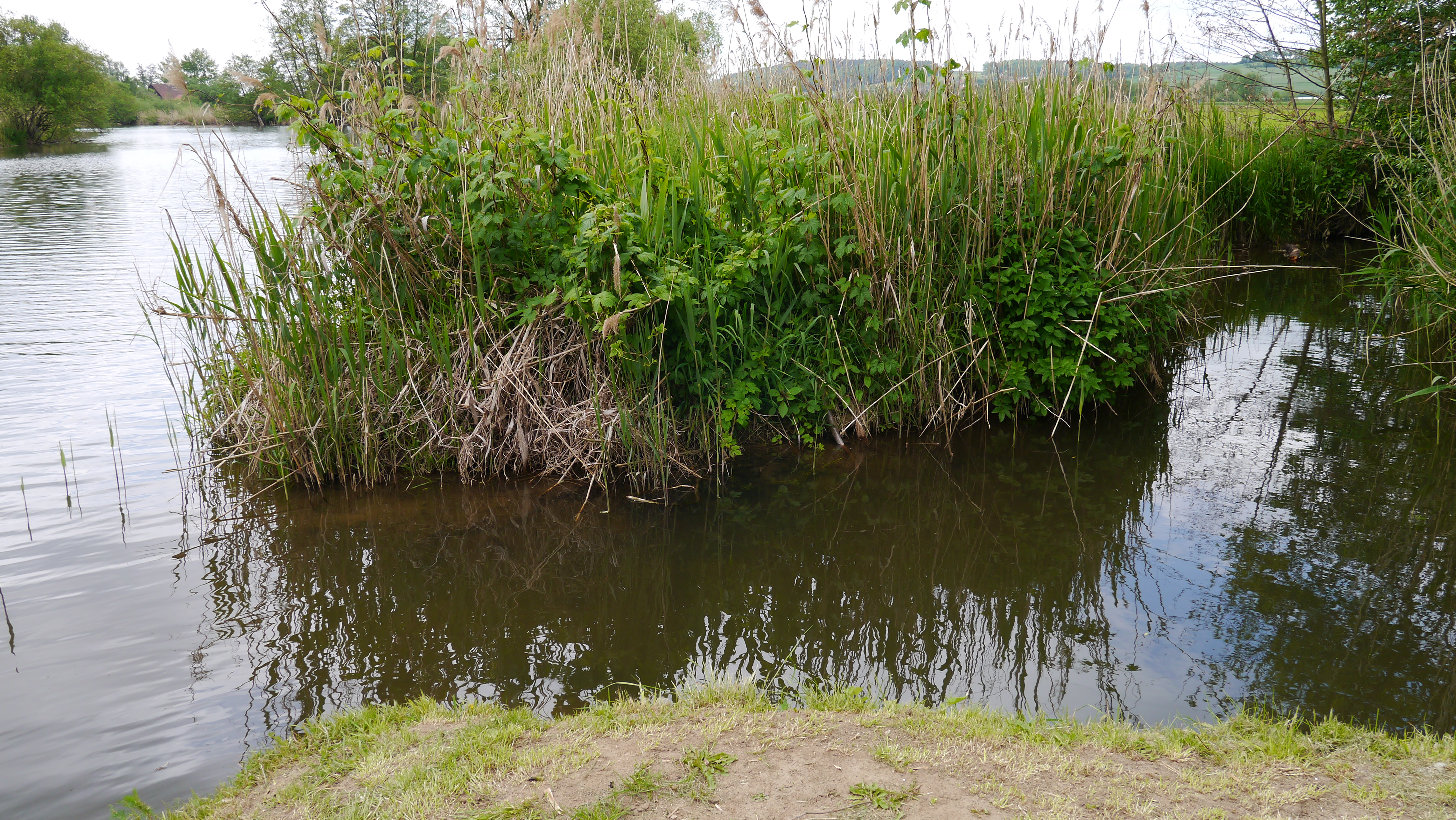
Der Zentbach

- Zentbach (rechts), Mainleus-Fassoldshof, 286 m ü. NHN
- Rohrbach (rechts), Mainleus-Fassoldshof, 285 m ü. NHN
- Scheuergrundgraben (links), Mainleus-Friedrichsberg, 285 m ü. NHN
- Forstbächlein (links), Mainleus-Witzmannsberg, 284 m ü. NHN
- Weihergraben (rechts), Burgkunstadt-Mainroth, 281 m ü. NHN
- Häckergrundbach (rechts), Burgkunstadt-Mainklein, 281 m ü. NHN
- Steingrabenbach (rechts), Burgkunstadt-Theisau, 280 m ü. NHN
- Edelweihergraben (links), Burgkunstadt-Theisau, 280 m ü. NHN
- Prügler Graben (links), Burgkunstadt-Theisau, 279 m ü. NHN

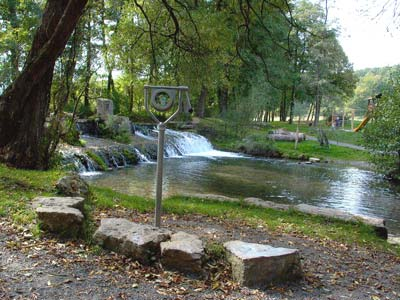
Wasserspielplatz in Weismain

- Weismain (links), Altenkunstadt, 277 m ü. NHN
- Schulgraben (links), Altenkunstadt-Strössendorf, 275 m ü. NHN
- Burgkunstädter Mühlgraben (rechts), Burgkunstadt-Weidnitz, 274 m ü. NHN
- Zeublitzer Bach (links), Altenkunstadt-Zeublitz, 274 m ü. NHN
- Buchbach (links), Hochstadt am Main-Burgstall, 273 m ü. NHN
- Seeleinsgraben (rechts), gegenüber Hochstadt am Main, 270 m ü. NHN
- Zehntgraben (rechts), Marktzeuln-Zettlitz, 270 m ü. NHN

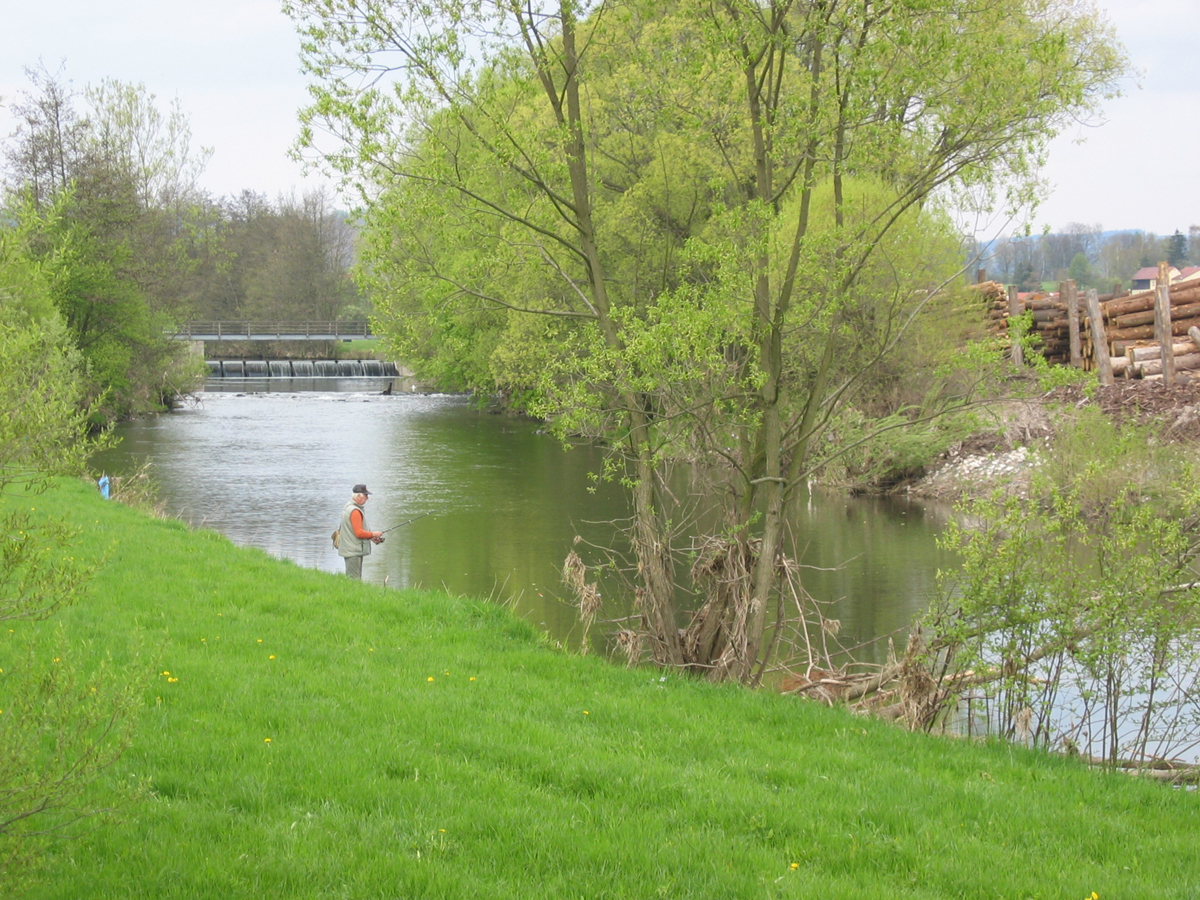
Die Rodach am Zollwehr bei Neuses (Kronach)

- Rodach (rechts), Marktzeuln, 269 m ü. NHN
- Brunnenbach (rechts), Michelau in Oberfranken-Schwürbitz, 268 m ü. NHN
- Scheidsbach (links), Michelau in Oberfranken, 264 m ü. NHN
- Biberbach (rechts), Michelau in Oberfranken, 266 m ü. NHN
- Landwehrgraben (rechts), Lichtenfels-Schney
- Heinzengraben (rechts), Lichtenfels-Schney
- Schneybach (Krebsbach) (rechts), Lichtenfels-Schney
- Leuchsenbach (links), Lichtenfels
- Weiherbach (Weihergraben) (rechts), Lichtenfels-Kösten
- Lorenzgrund (links), Lichtenfels-Seubelsdorf
- Siegelbach (links), Lichtenfels-Reundorf
- Schöntalbach (links), Bad Staffelstein-Grundfeld
- Krausenbach (Schönbrunner Wasser) (links), Bad Staffelstein-Schönbrunn
- Roßbach (rechts), Bad Staffelstein-Unnersdorf
- Lauterbach (links), Bad Staffelstein
- Weidigsgraben (rechts), Bad Staffelstein-Nedensdorf
- Schmiedsgraben (Brunngraben) (rechts), Bad Staffelstein-Nedensdorf
- Schwarzer Graben (links), Bad Staffelstein-Unterzettlitz
- Brünsigraben (links), Bad Staffelstein-Unterzettlitz
- Sauerwiesengraben (rechts), Ebensfeld-Niederau
- Bernhardsgraben (rechts), Ebensfeld-Döringstadt
- Sträublingsbach (links), Ebensfeld

- Kellbach (links), Ebensfeld

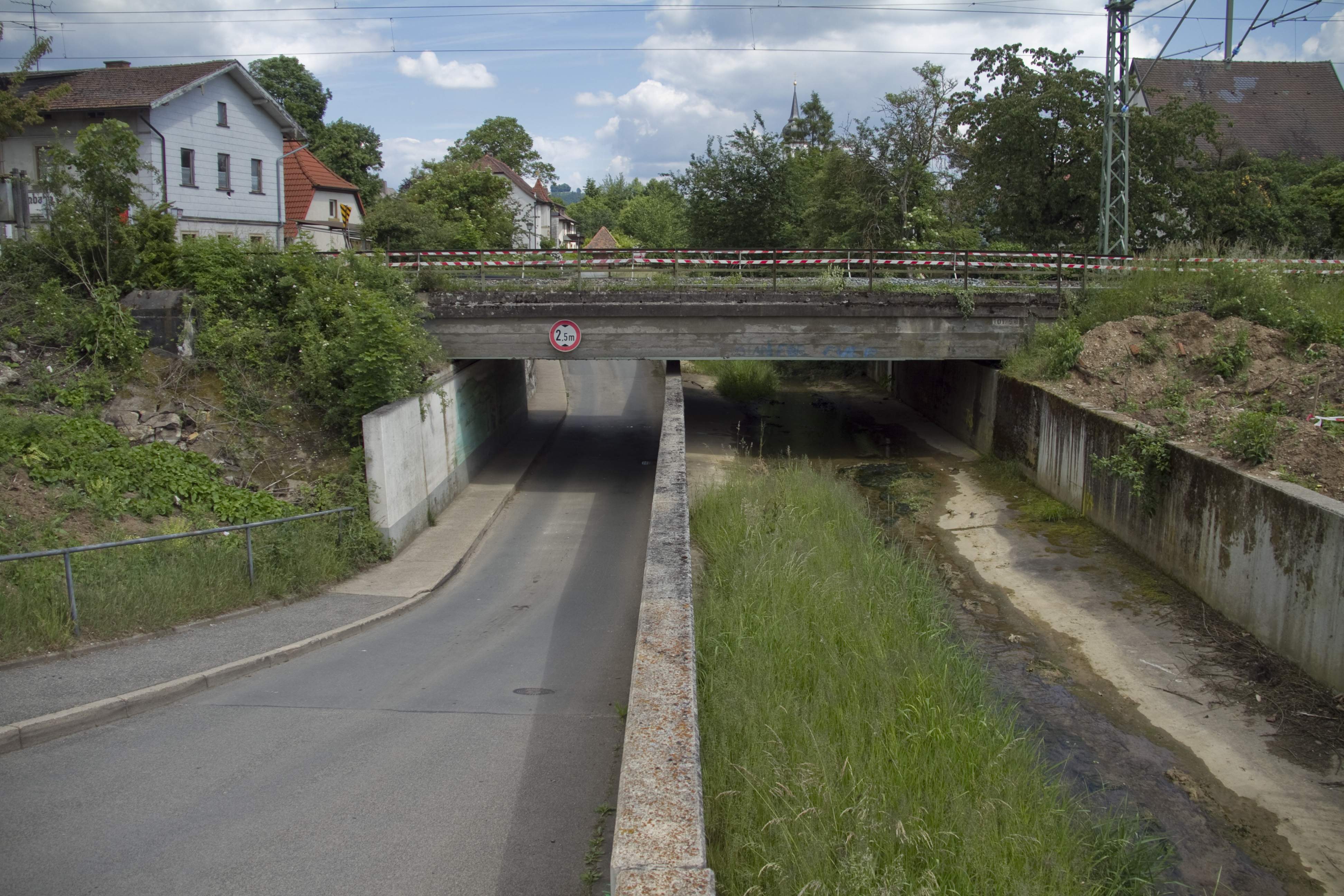
Der Kellbach

- Dorfgraben (rechts), Ebensfeld-Oberbrunn
- Hetzengraben (links), Zapfendorf-Unterleiterbach
- Leiterbach (links), Unterleiterbach
- Klingengraben (links), Zapfendorf
- Aspach (links), Zapfendorf
- Laufer Bach (links), Zapfendorf
- Schmerzengraben (links), Breitengüßbach-Unteroberndorf

- Itz (rechts), Baunach
- Baunach (rechts), Baunach
- Güßbach (links), Breitengüßbach
- Bösengraben (links), Kemmern
- Leitenbach (links), Hallstadt
- Gründleinsbach (links), Hallstadt

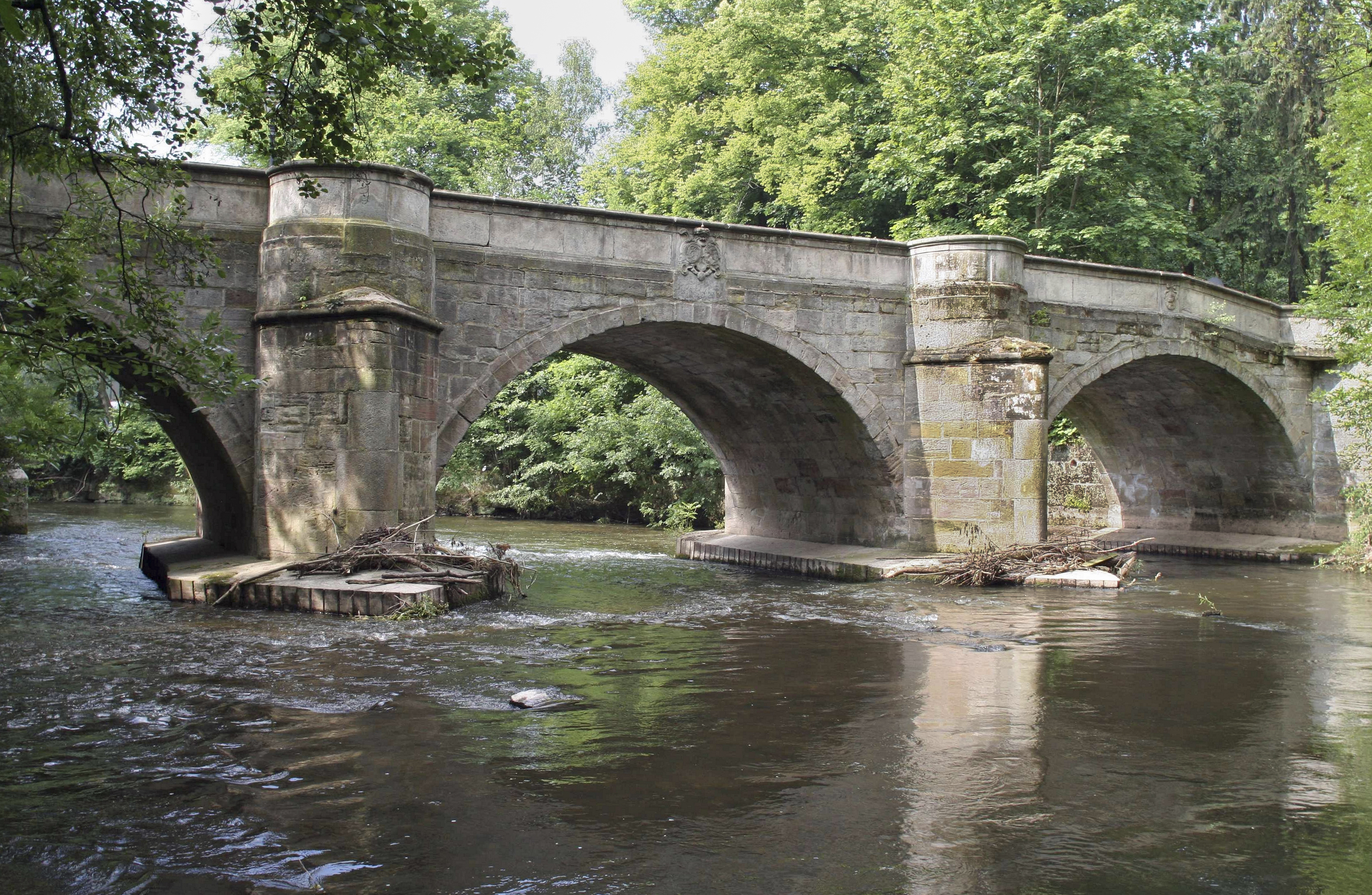
Judenbrücke über die Itz in Coburg

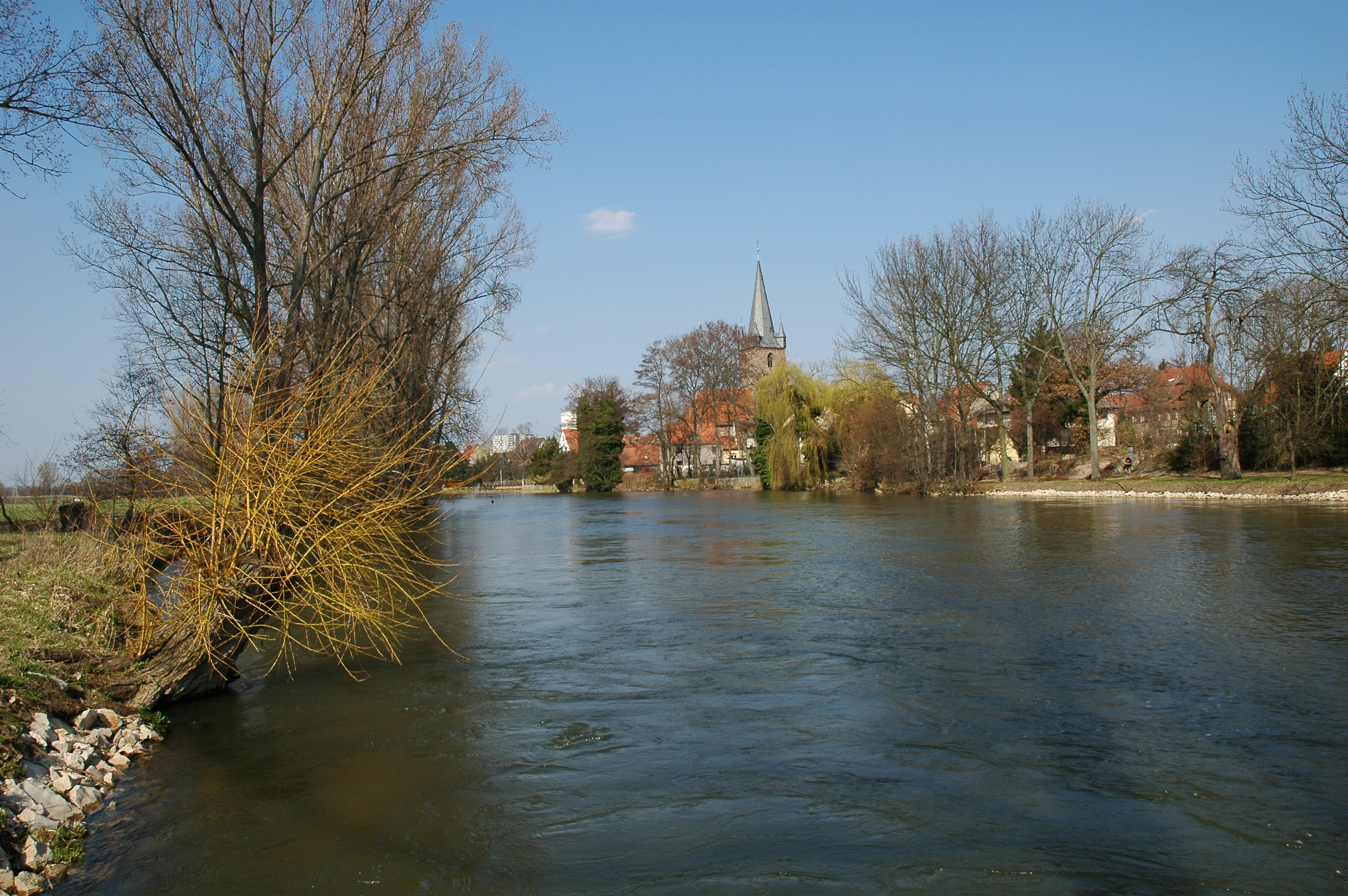
Die Regnitz bei Erlangen-Bruck

- Regnitz (links), Bamberg/Bischberg
- Gußbach (links), Bischberg
- Trosdorfer Bach (links), Bischberg-Trosdorf
- Viehbach (links), Viereth-Trunstadt-Viereth
- Oberhaider Mühlbach (rechts), Oberhaid-Staffelbach
- Tiefer Graben (links), Eltmann-Dippach
- Dippacher Mühlbach (links), Eltmann-Dippach
- Sendelbach (rechts), Stettfeld
- Stettfelder Mühlbach (rechts), Stettfeld
- Eschenbach (links), Eltmann-Eschenbach
- Birkenbach (links), Eltmann
- Ebelsbach (rechts), Ebelsbach
- Fichtenbach (links), Eltmann
- Lochbach (links), Eltmann-Limbach
- Steinbach (rechts), Ebelsbach-Steinbach
- Schulbach (links), Eltmann-Limbach
- Stegsgraben (links), Eltmann-Limbach
- Krumbach (rechts), Zeil am Main
- Stöckigsbach (links), Knetzgau
- Landwehrgraben (rechts), Haßfurt-Augsfeld
- Sterzelbach (rechts), Haßfurt

- Nassach, (rechts), Haßfurt

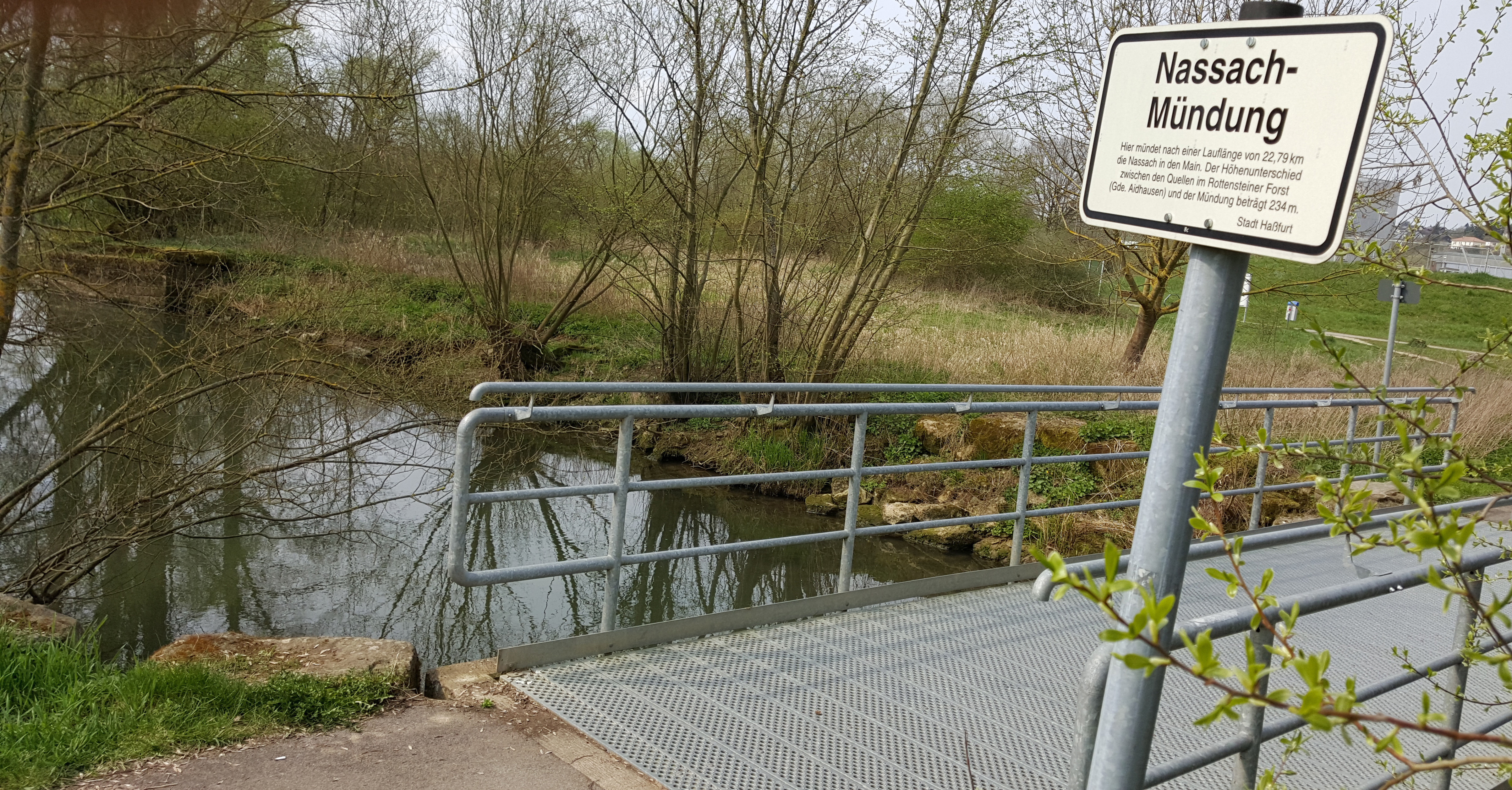
Die Nassach

- Wässernach (rechts), Haßfurt-Wülflingen
- Bach aus der Eisenquelle (links), Wonfurt
- Eltengraben (rechts), Theres-Obertheres
- Riedengraben (rechts), Theres-Obertheres
- Birkenbach (rechts), Theres-Ober/Untertheres
- Grabenmühlbach (rechts), Theres-Untertheres
- Kallebergsgraben (rechts), Theres-Untertheres
- Esbach (rechts), Theres-Untertheres
- Seebach (links), Gädheim-Ottendorf
- Frauengraben (rechts), Gädheim-Ottendorf
- Erleinsbach (links), Grettstadt-Untereuerheim
- Ufergraben (rechts), Gädheim

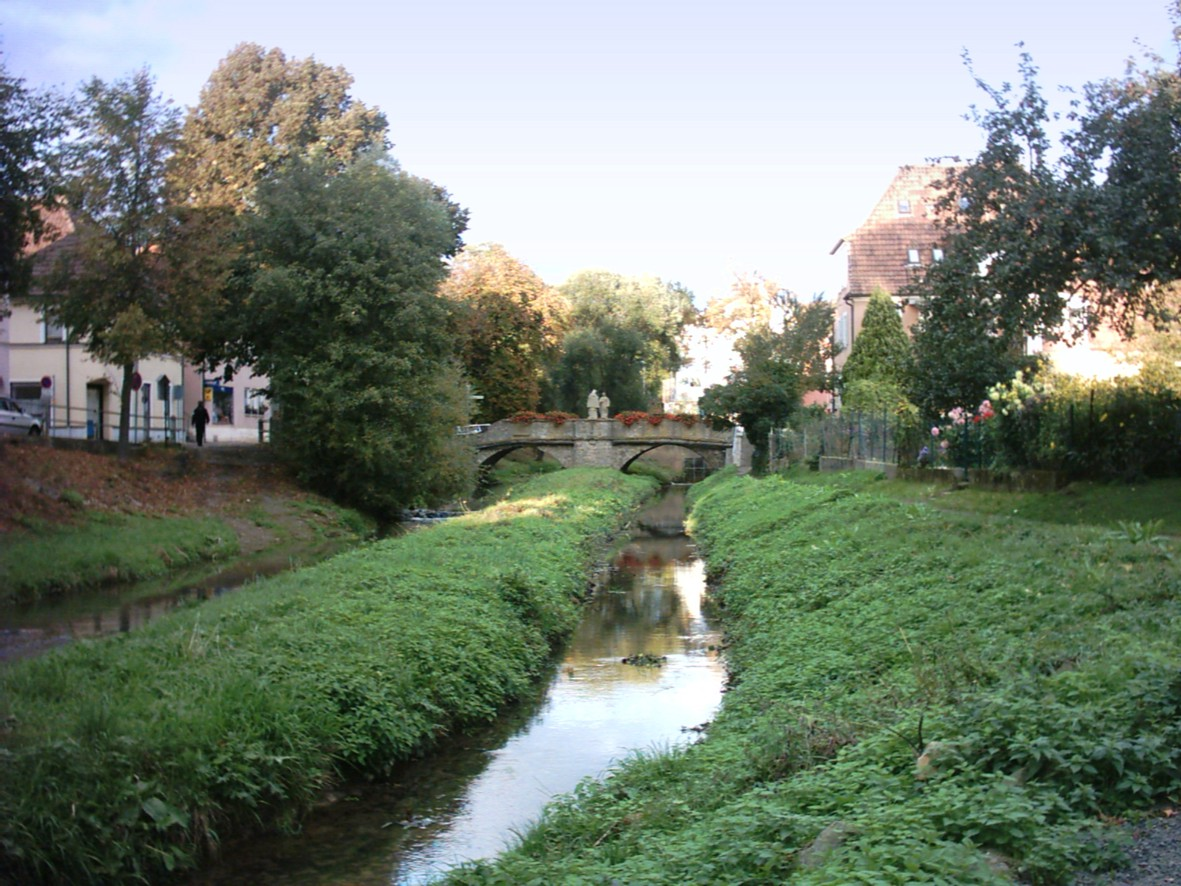
Die Steinach

- Dettelbach (Diebach) (links), Grettstadt-Untereuerheim
- Mühlgraben (rechts), Gädheim
- Pfitschengraben (links), Gochsheim
- Lehenbach (rechts), Schonungen-Forst
- Buchentalgraben (rechts), Schonungen
- Steinach (Schonunger Mühlbach) (rechts), Schonungen
- Meerbach (rechts), Schonungen-Mainberg
- Reichelshofer Graben (links), Sennfeld
- Langenerlachsgraben (links), Sennfeld

#### Zuflüsse des Maindreiecks

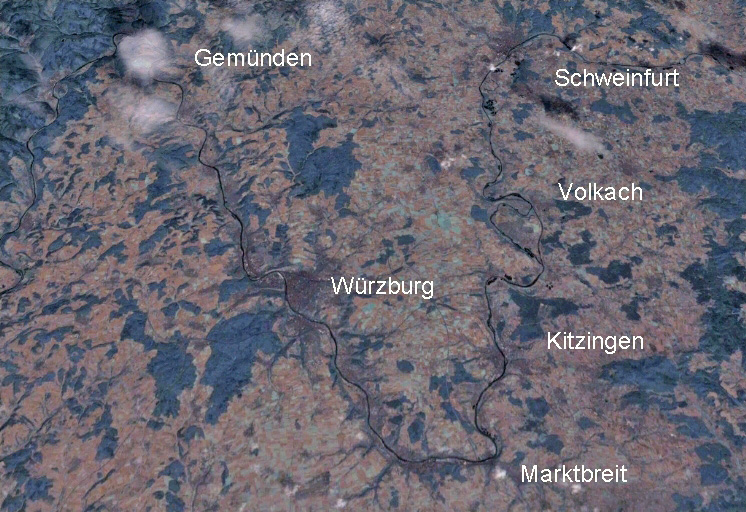
Das Maindreieck und die Mainschleife bei Volkach

Das so genannte Maindreieck bildet der Main zwischen Schweinfurt, Ochsenfurt und Gemünden. Auf der Landkarte erscheint dieser Bereich als auf der Spitze stehendes, nach oben offenes Dreieck. Die wichtigsten Zuflüsse sind der Unkenbach, die Schwarzach, die Pleichach und die Wern.
- Höllenbach (rechts), Schweinfurt-Nordöstlicher Stadtteil (5,0 km[7])
- Marienbach (rechts), Schweinfurt
- Bachwiesengraben (rechts), Waigolshausen-Hergolshausen
- Unkenbach (links), Röthlein-Hirschfeld
- Bangertlein Graben[8] (rechts)
- Bebertsgraben (links), Röthlein-Hirschfeld
- Grundgraben (rechts), Waigolshausen-Dächheim
- Bachgraben (links), Röthlein-Hirschfeld
- Kembach (rechts), Wipfeld
- Haggertengraben (rechts)
- Volkach (links), Volkach
- Sommerach (links), Sommerach
- Hölzersgraben (links), Schwarzach am Main-Gerlachshausen
- Etterswasengraben (links), Schwarzach am Main-Gerlachshausen

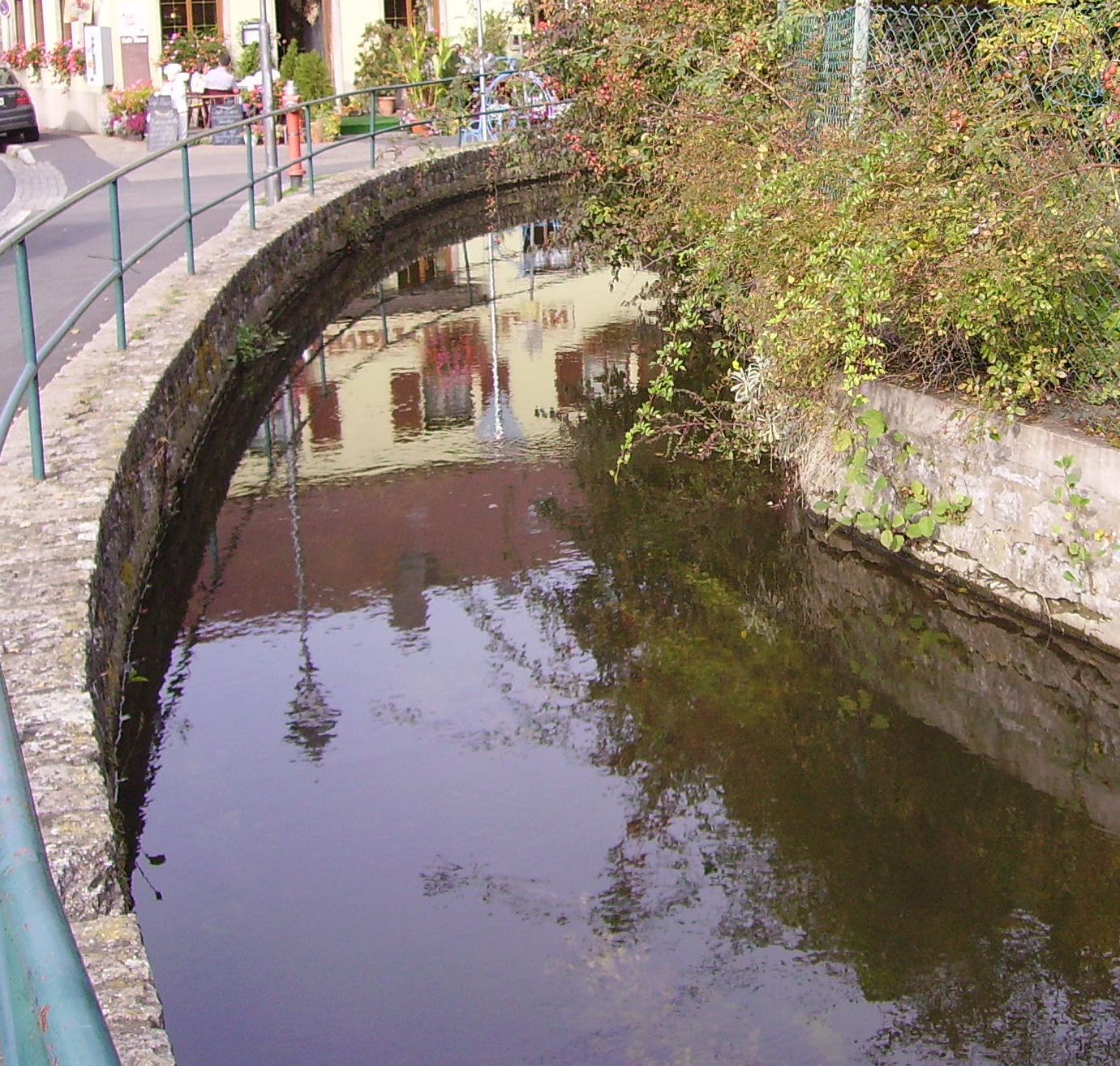
Die Schwarzach in Münsterschwarzach

- Schwarzach (links), Schwarzach am Main-Gerlachshausen/Münsterschwarzach
- Silberbach (links), Schwarzach am Main
- Wenzelbach (links), Dettelbach-Mainsondheim
- Dettelbach (rechts), Dettelbach
- Tirschgraben (rechts), Dettelbach
- Rotamergraben (rechts), Mainstockheim
- Riedbach (rechts), Mainstockheim
- Seegraben (links), Albertshofen
- Rodenbach (links), Kitzingen-Etwashausen; siehe Bimbach (Main)#Rodenbach
- Bimbach (links), Kitzingen-Etwashausen
- Rödelbach (links), Kitzingen-Siedlung; siehe Bimbach (Main)#Rödelbach
- Sickersbach (Wehrbach) (links), Kitzingen-Siedlung
- Repperndorfer Mühlbach (rechts), Kitzingen
- Traugraben (links), Marktsteft
- Breitbach (links), Marktbreit
- Steinbachgraben (rechts), Frickenhausen
- Thierbach (links), Ochsenfurt-Thierbachtal
- Rappertsmühlbach (rechts), Ochsenfurt-Kleinochsenfurt
- Schafbach (links), Ochsenfurt-Goßmannsdorf
- Lindelbach (rechts), Eibelstadt
- Jakobsbach (rechts), Randersacker
- Rottendorfer Flutgraben (rechts), Randersacker
- Zwischengemäuerbach (links), Würzburg-Heidingsfeld
- Steinbach (links), Würzburg-Steinbachtal
- Kühbach (links), Würzburg-Steinbachtal
- Pleichach (rechts), Würzburg
- Dürrbach (rechts), Würzburg-Dürrbachau
- Hufgraben (links), Zell am Main-Oberzell
- Klingengrabens, Zell am Main
- Ziegelgraben (Ziegelhüttengraben) (rechts), 1,6 km, Veitshöchheim
- Bachwiesengraben (links), 1,3 km, Margetshöchheim
- Mühlbachsgraben (rechts), 0,5 km, Veitshöchheim
- Sendelbach (rechts), Veitshöchheim
- Nickelsgraben (links)
- Röthleinsgraben (rechts)

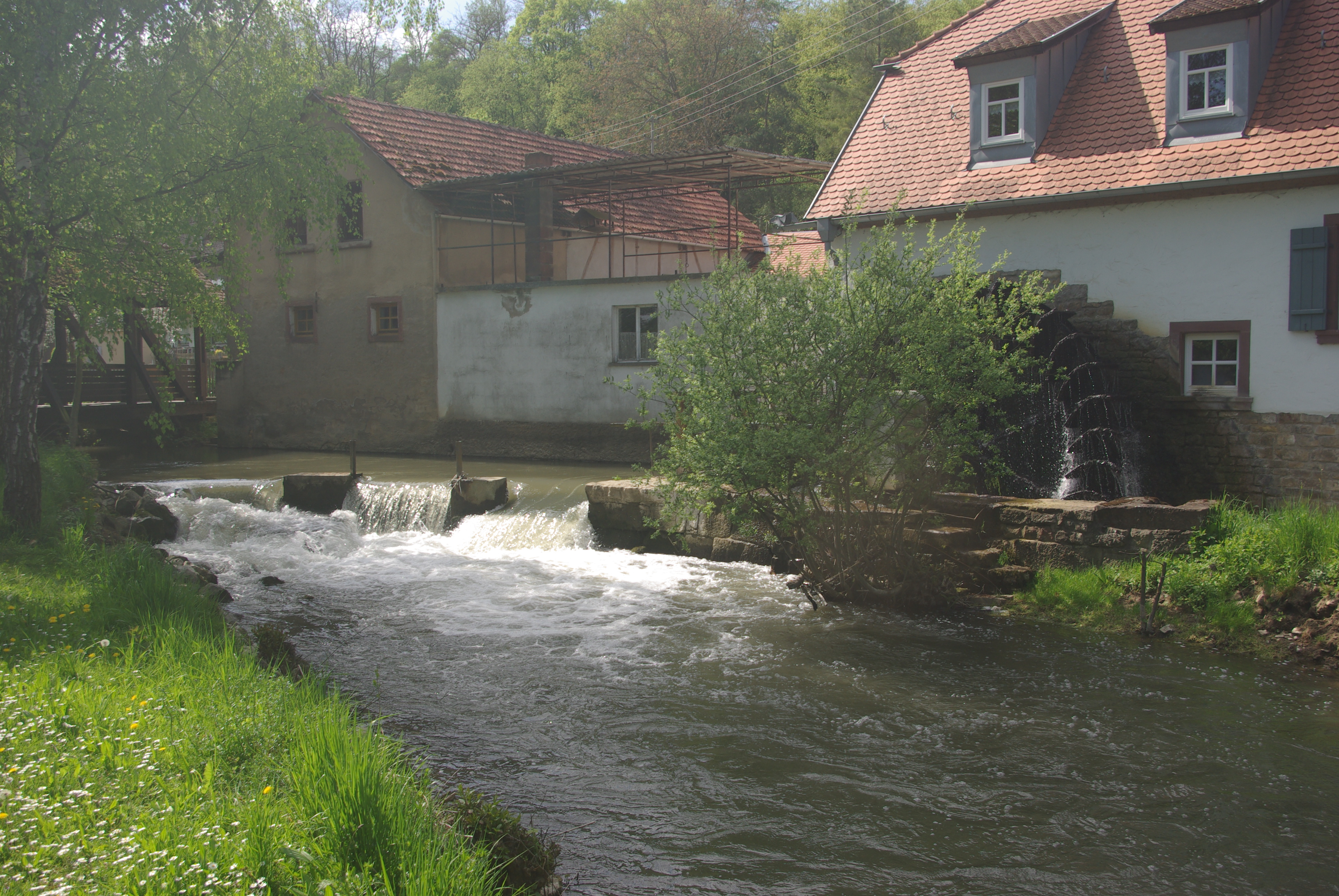
Wern: Untere Mühle bei Eußenheim

- Retzbach (rechts), Zellingen-Retzbach
- Leinacher Bach (links), Zellingen
- Güßgraben (rechts), Zellingen-Retzbach
- Laudenbach (links), Karlstadt-Laudenbach
- Leitengraben (rechts), Karlstadt-Gambach
- Harrbacher Graben (links), Gemünden am Main-Harrbach
- Luderbach (links), Gemünden am Main-Kleinwernfeld
- Wern (rechts), Gemünden am Main-Wernfeld
- Hahngraben (rechts), Gemünden am Main-Adelsberg

#### Zuflüsse des Mainvierecks
Das Mainviereck schließt sich unmittelbar an das Maindreieck an. Als Eckpunkte des nach Norden offenen Vierecks kann man die Städte Gemünden, Wertheim, Miltenberg und Aschaffenburg ansehen. Der Lauf des Mains umschließt in diesem Bereich den südlichen Teil des Spessarts und beträgt circa 100 km. Die wichtigsten Zuflüsse sind die Fränkische Saale, die Lohr, die Hafenlohr, die Tauber, die Erf und die Mud.

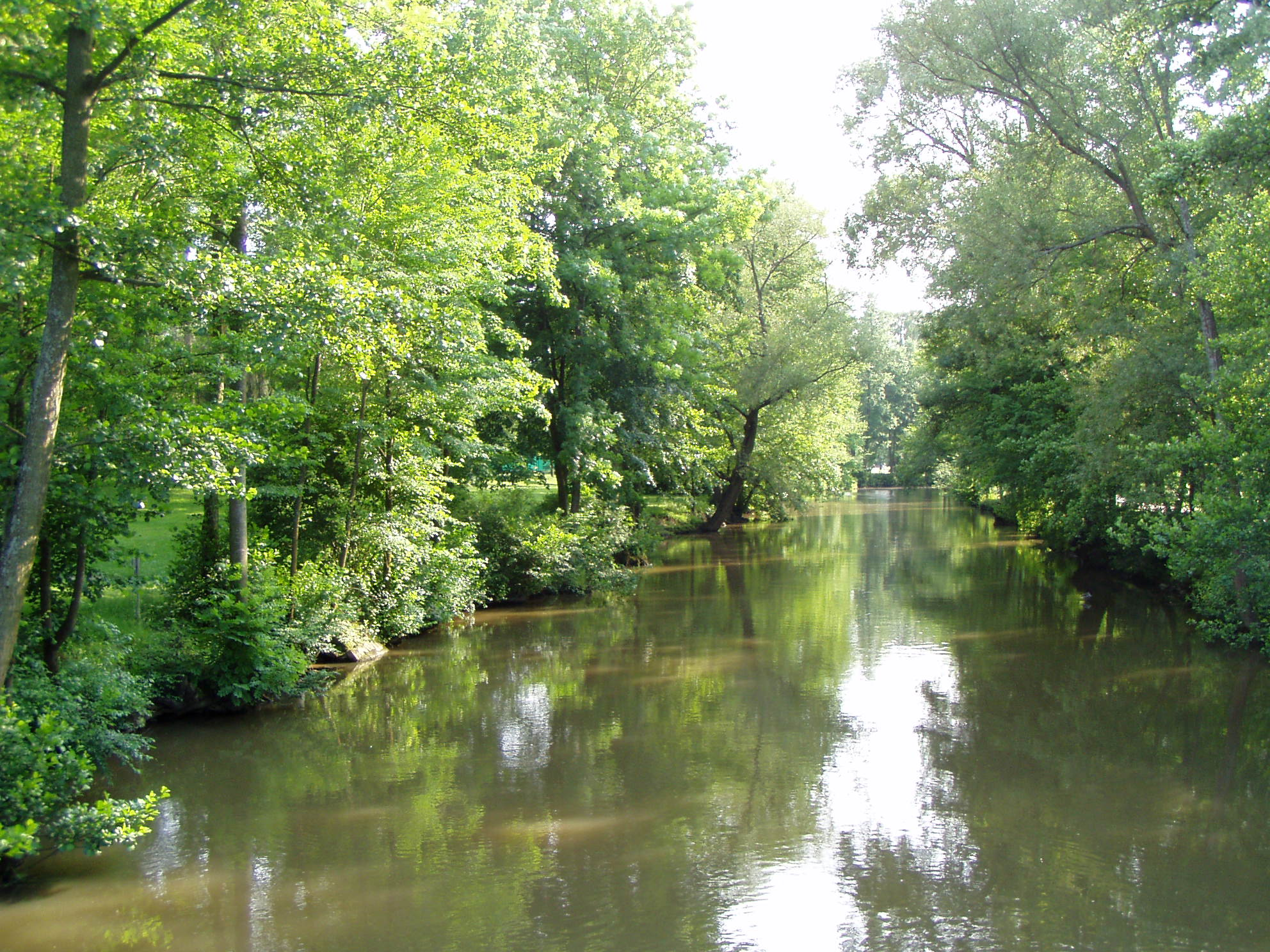
Fränkische Saale in Bad Kissingen (Kurpark)

- Klingengraben (links), Gemünden am Main-Massenbuch
- Fränkische Saale (rechts), Gemünden am Main
- Sindersbach (rechts), Gemünden am Main-Langenprozelten
- Ziegelbach (Mühlbach) (links), Lohr am Main-Halsbach
- Bachgrund (rechts), Neuendorf-Nantenbach
- Mätzelsgrund (rechts), Neuendorf-Nantenbach
- Steinlesgraben (links), Lohr am Main-Steinbach
- Buchenbach (links), Lohr am Main-Steinbach
- Sackenbach (Sackenbacher Ortsbach) (rechts)

- Lohr (rechts), Lohr am Main

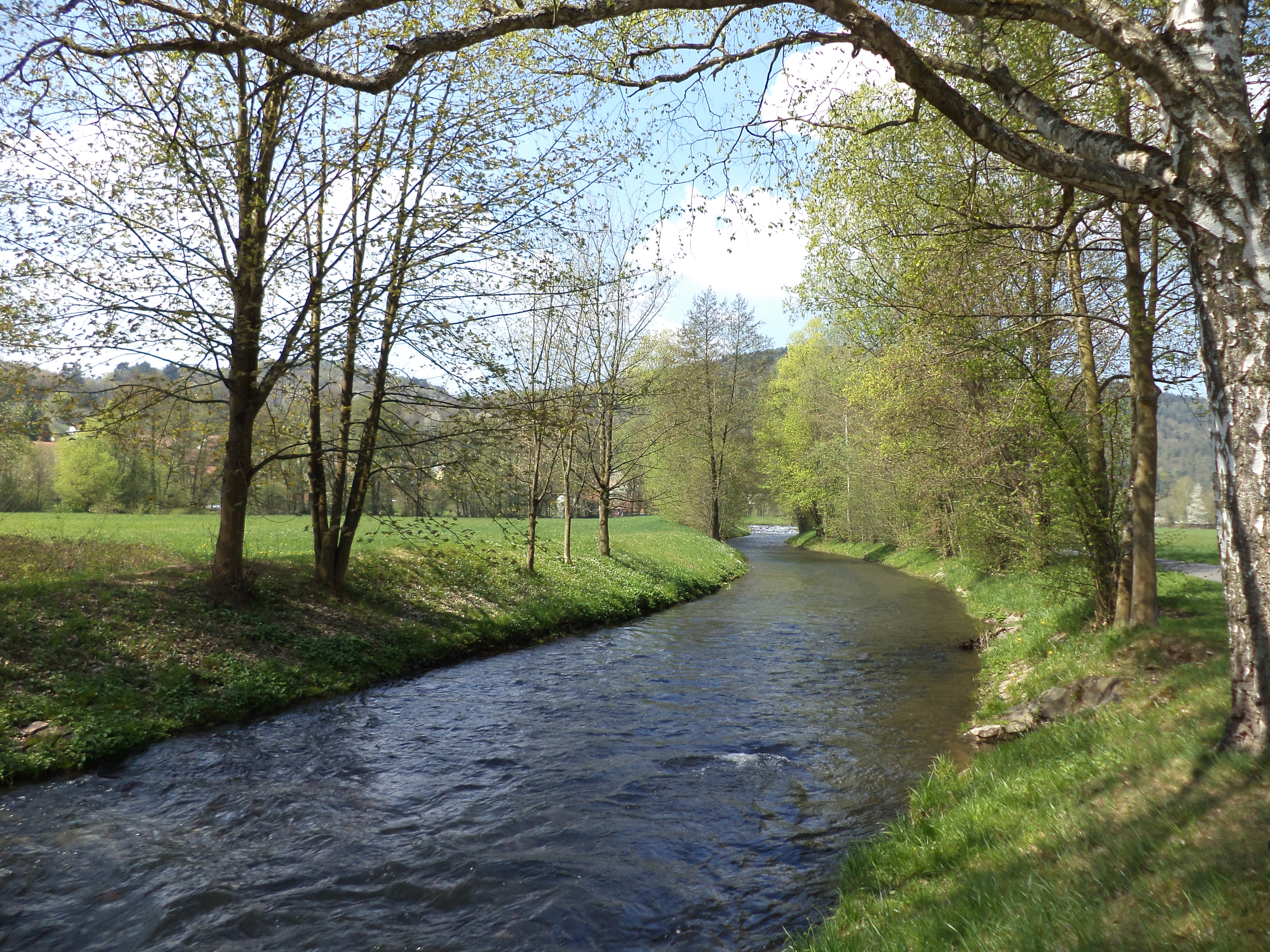
Die Lohr in Lohr a. M.

- Rechtenbach (Kaibach) (rechts), Lohr am Main
- Sandgraben (rechts), Lohr am Main-Rodenbach
- Berggraben (rechts), Lohr am Main-Rodenbach
- Faulgraben (links), Lohr am Main-Pflochsbach
- Zellergraben (links), Steinfeld-Waldzell
- Schweppach (rechts), Neustadt am Main
- Silberlochbach (rechts), Neustadt am Main
- Krebsbach (links), Neustadt am Main-Erlach am Main
- Gaibach (rechts), Neustadt am Main
- Stelzengraben (rechts), Rothenfels
- Karbach (links), Marktheidenfeld-Zimmern
- Hafenlohr (rechts), Hafenlohr

- Leitersgraben[9] (rechts), Hafenlohr
- Klinggraben (rechts), Hafenlohr
- Glasbach (rechts), Hafenlohr

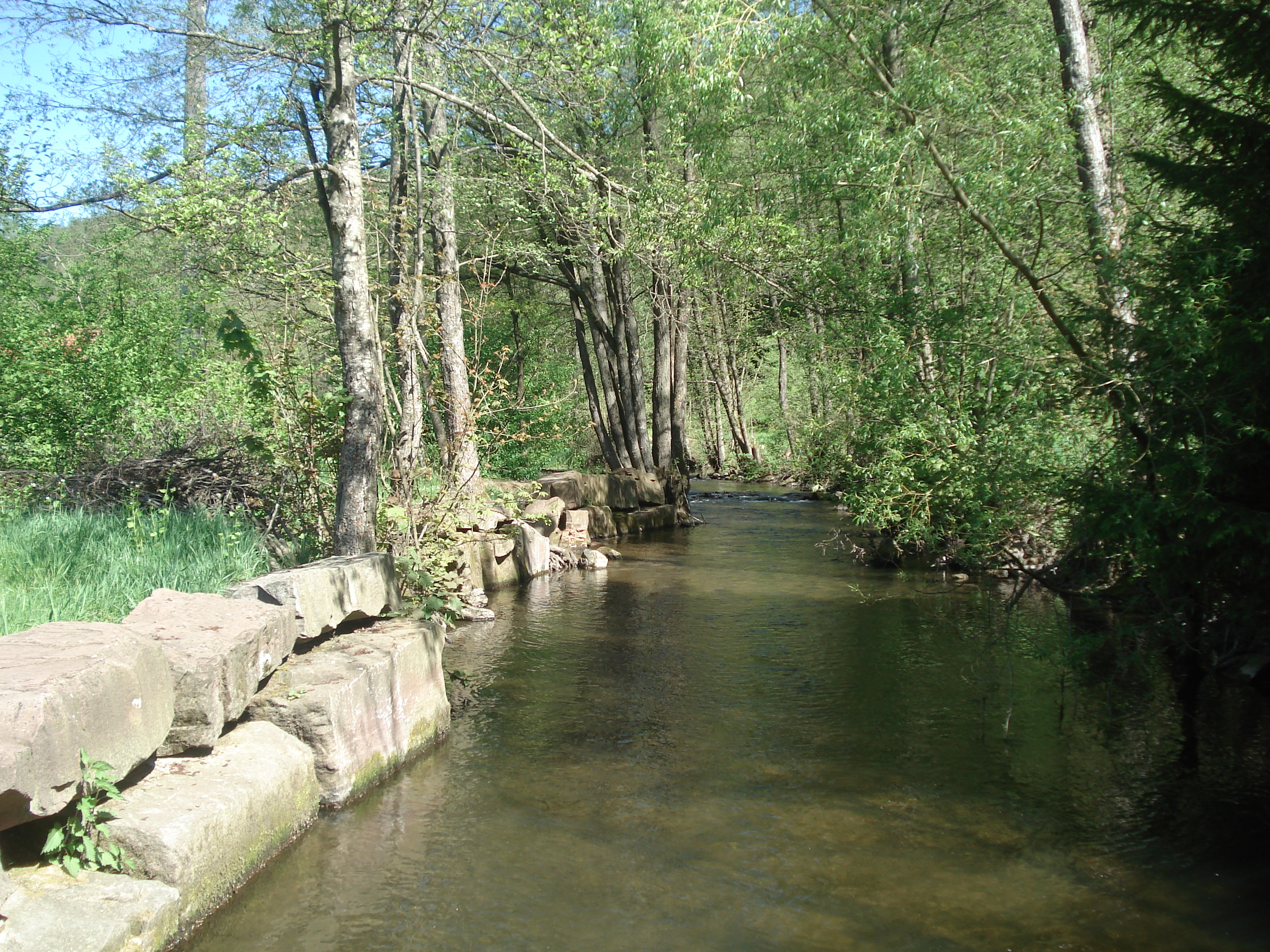
Die Hafenlohr bei Windheim

- Erlenbach (links), Marktheidenfeld
- Eichenfürster Bach (rechts), Marktheidenfeld
- Altfelder Graben (Altenfelder Graben) (rechts), Triefenstein-Trennfeld
- Klingelsbachgraben (rechts), Triefenstein-Trennfeld
- Hartgraben (links), Triefenstein-Lengfurt
- Bischbach (Mühlbach) (links), Triefenstein-Homburg[10][11]
- Weidbach (rechts), Triefenstein-Trennfeld
- Hartsgraben (rechts), Triefenstein-Trennfeld
- Aalbach (links), Wertheim-Bettingen
- Kembach (links), Wertheim-Urphar
- Wittbach (falsch ist Wittwichsbach) (rechts), Kreuzwertheim

- Tauber (links), Wertheim

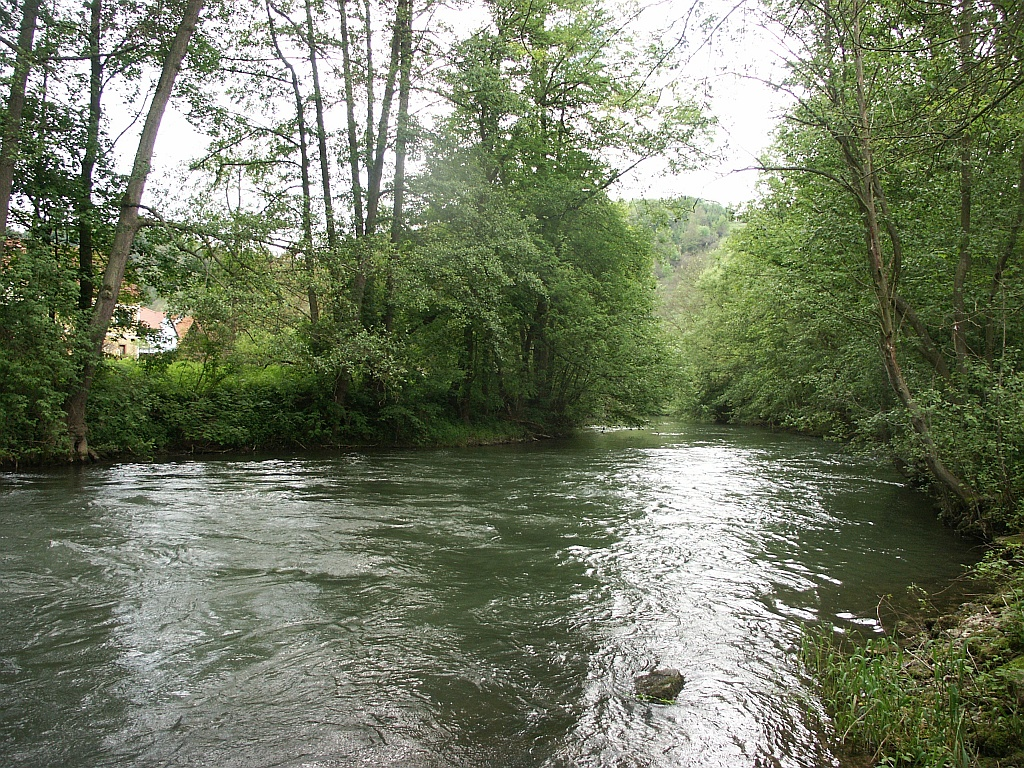
Die Tauber bei Waldenhausen (Wertheim)

- Höhklinge (links), 2,4 km, 2,6 km², Wertheim-Bestenheid
- Röttbach (rechts), Hasloch

- Haslochbach (rechts), Hasloch

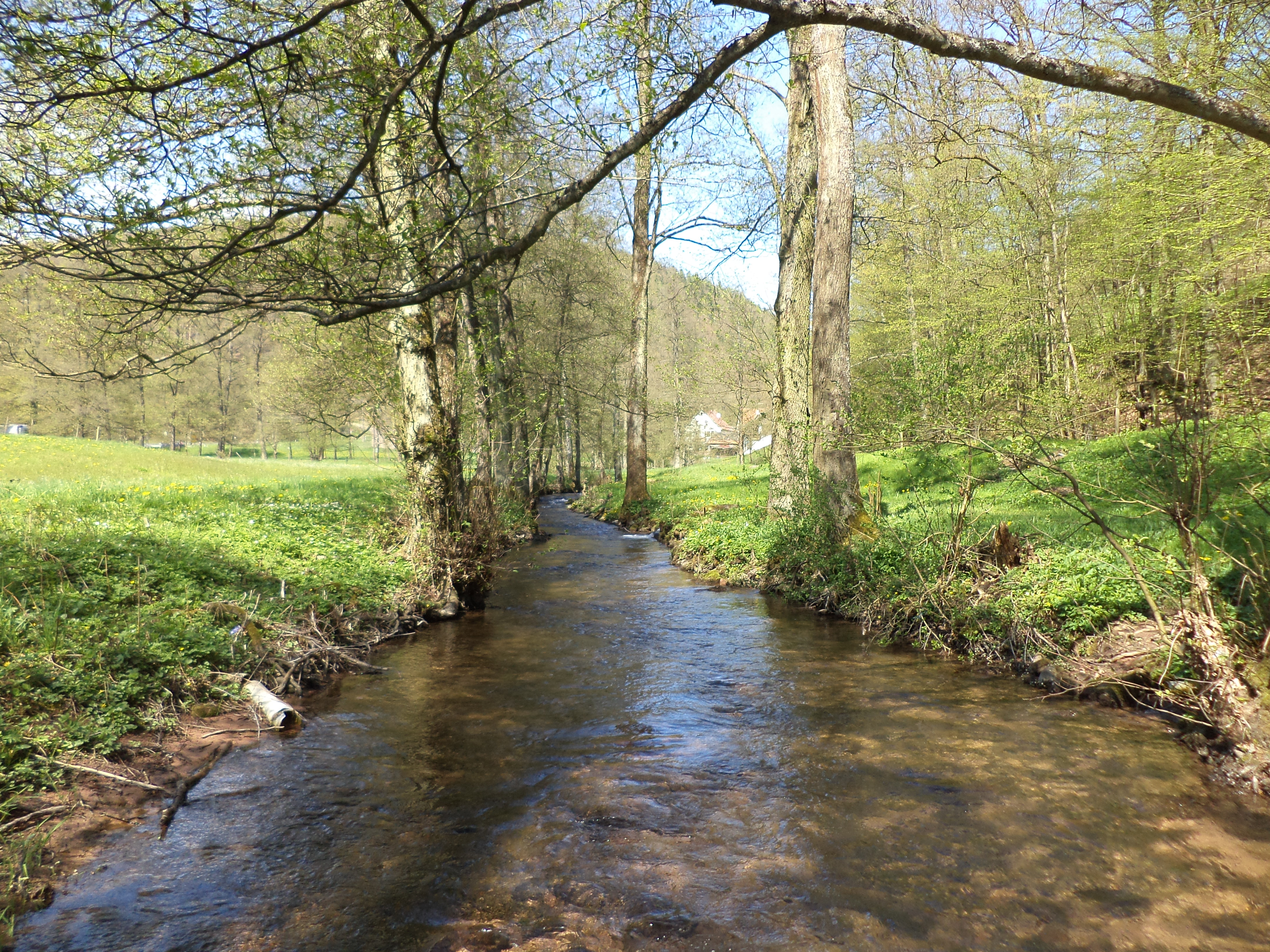
Der Hasslochbach an der Fechermühle

- Rainbach (links), Wertheim-Grünenwört
- Untere Au (links), Wertheim-Grünenwört
- Untere Klinge (links), Wertheim-Grünenwört
- Faulbach (rechts), Faulbach
- Rosselgraben (rechts), Faulbach
- Thorgraben[12] (rechts), Stadtprozelten
- Fuchsengraben (links), Wertheim-Mondfeld
- Sellbach (rechts), Stadtprozelten
- Landwehrsgraben (links), Wertheim-Mondfeld
- Wildbach (links), Wertheim-Mondfeld
- Langergrund (rechts), Dorfprozelten
- Tremhofklingen (links), Freudenberg
- Kollenbergergrund (rechts), Collenberg-Fechenbach
- Fechenbach (rechts), Collenberg-Fechenbach
- Ullersbach (rechts), Collenberg-Reistenhausen
- Reißental (rechts), Collenberg-Kirschfurt
- Beinegraben (links), Freudenberg
- Dürrbach (links), Freudenberg
- Haagbach (links), Freudenberg
- Kälbesbach (rechts), Collenberg-Kirschfurt
- Steinerstal (rechts), Collenberg-Kirschfurt
- Englergraben (links), Bürgstadt
- Hessental (rechts), Bürgstadt
- Kriegsgärtengraben (links), Bürgstadt
- Erf (links), Bürgstadt
- Mud (links), Miltenberg
- Tannengraben (rechts), Großheubach
- Springerbach (links), Miltenberg
- Kriegsgraben (links), Kleinheubach
- Heubach (rechts), Großheubach
- Rüdenauer Bach (links) Kleinheubach
- Eiderbach (links), Kleinheubach
- Klingengraben (links), Kleinheubach
- Lachentalgraben (rechts), Großheubach
- Laudenbach (links), Laudenbach
- Röllbach (rechts), Klingenberg am Main-Röllfeld

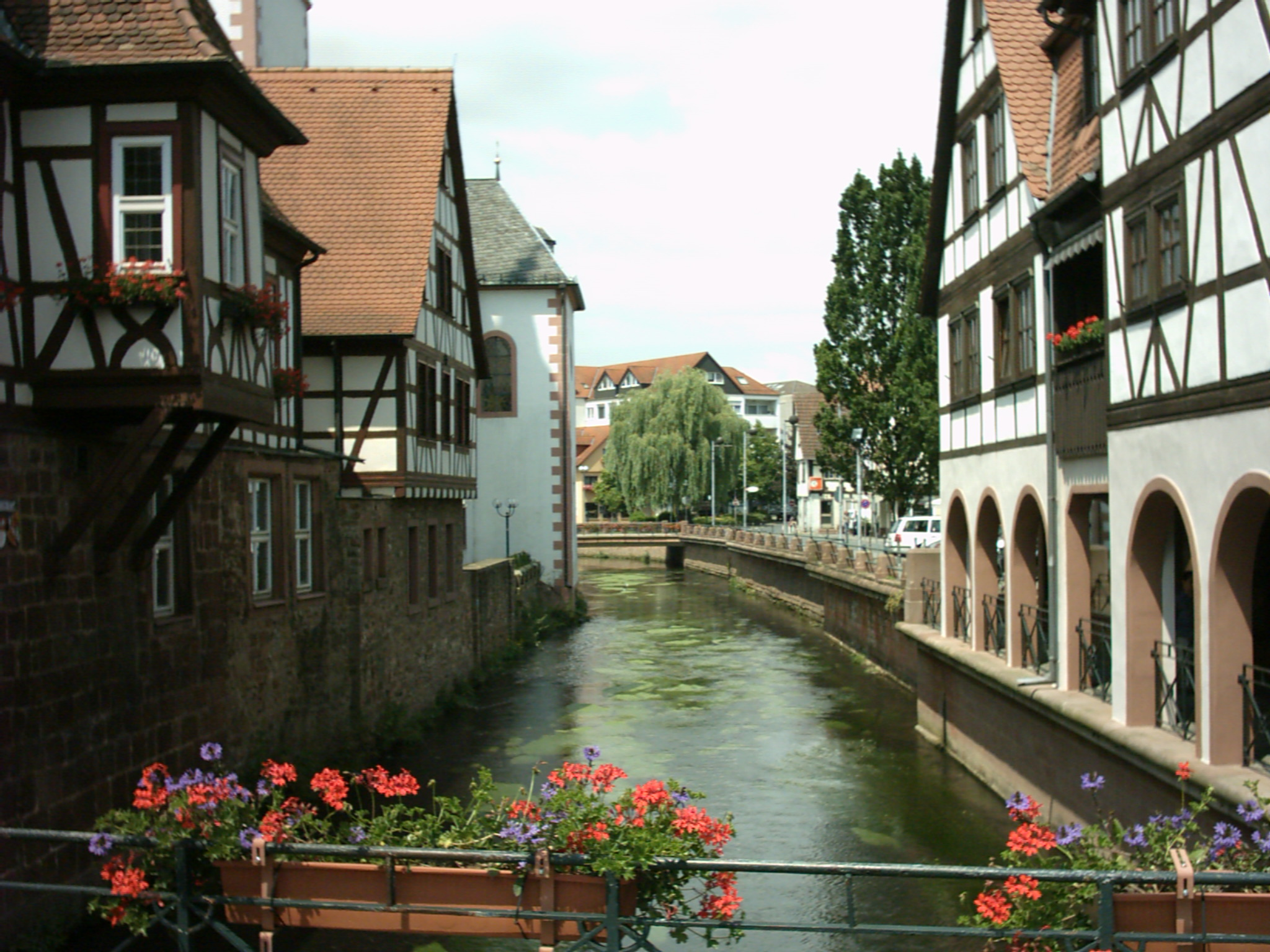
Die Mümling in Erbach

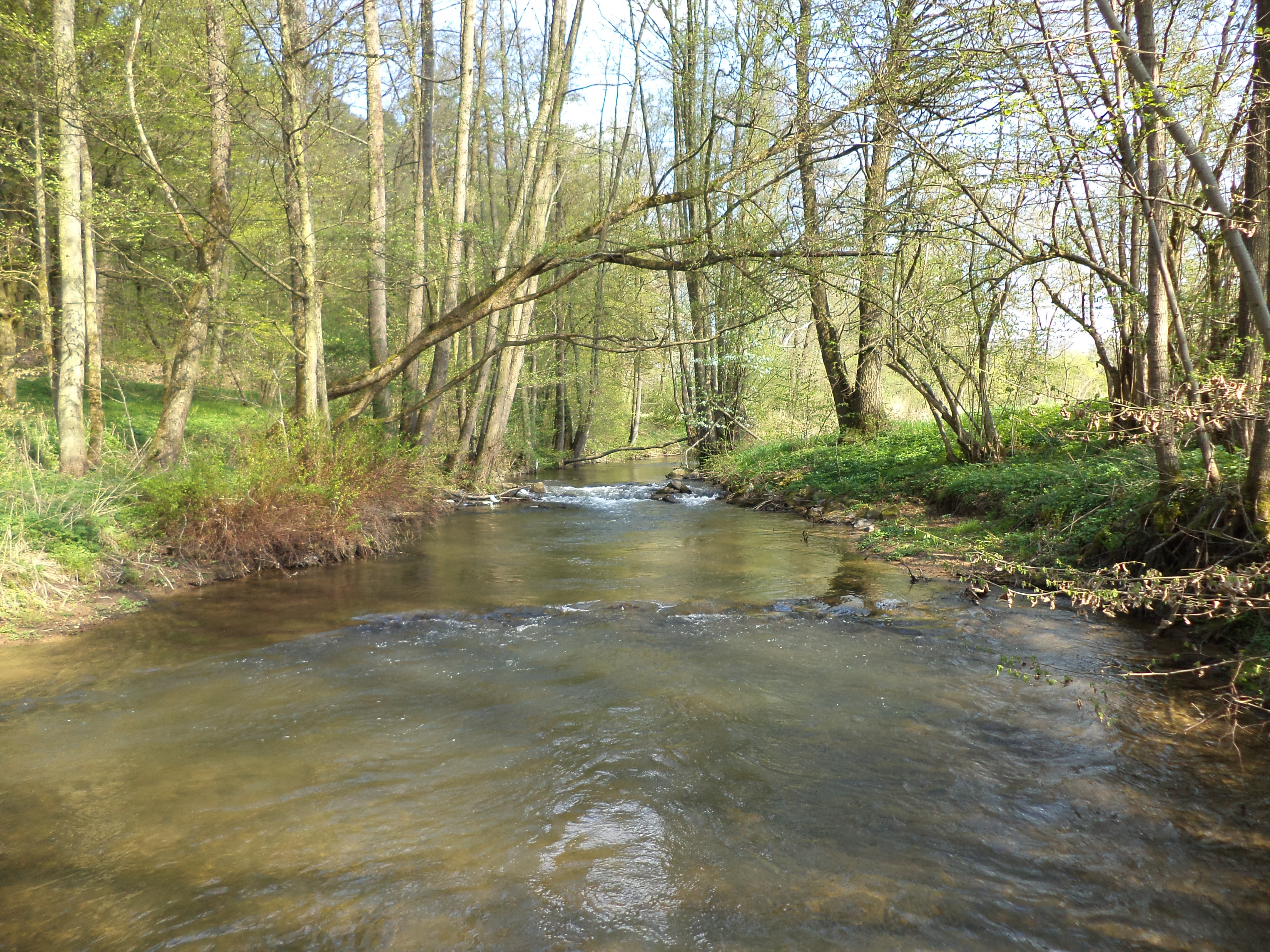
Die Elsava bei Eschau

- Springbach (links), Klingenberg am Main-Trennfurt
- Grimmesgrundgraben (links), Klingenberg am Main-Trennfurt
- Seltenbach (rechts), Klingenberg am Main
- Roßgraben (links), Klingenberg am Main-Trennfurt
- Erstergraben (links), Wörth am Main
- Hohlberggraben (rechts), Erlenbach am Main
- Moosgraben (links), Wörth am Main
- Mutterbach (links), Wörth am Main
- Floßgraben (links), Wörth am Main
- Pfaffenseegraben (links), Wörth am Main
- Pfitschengraben (links), Obernburg am Main
- Mümling (links), Obernburg am Main
- Katzental (links), Obernburg am Main
- Elsava (rechts), Elsenfeld
- Rödergraben (links), Großwallstadt
- Frohnhallengraben (links), Großwallstadt
- Neuer Graben (rechts), Kleinwallstadt
- Föhresgraben (rechts), Kleinwallstadt
- Wolfsschlingengraben (rechts), Kleinwallstadt
- Sulzbach (rechts), Sulzbach am Main
- Altenbach (rechts), Aschaffenburg-Obernau
- Flutgraben (links), Niedernberg
- Flachsgraben (rechts), Aschaffenburg-Obernau
- Hensbach (rechts), Aschaffenburg-Schweinheim
- Kühruhgraben (rechts), Aschaffenburg
- Welzbach (links), Aschaffenburg-Leider

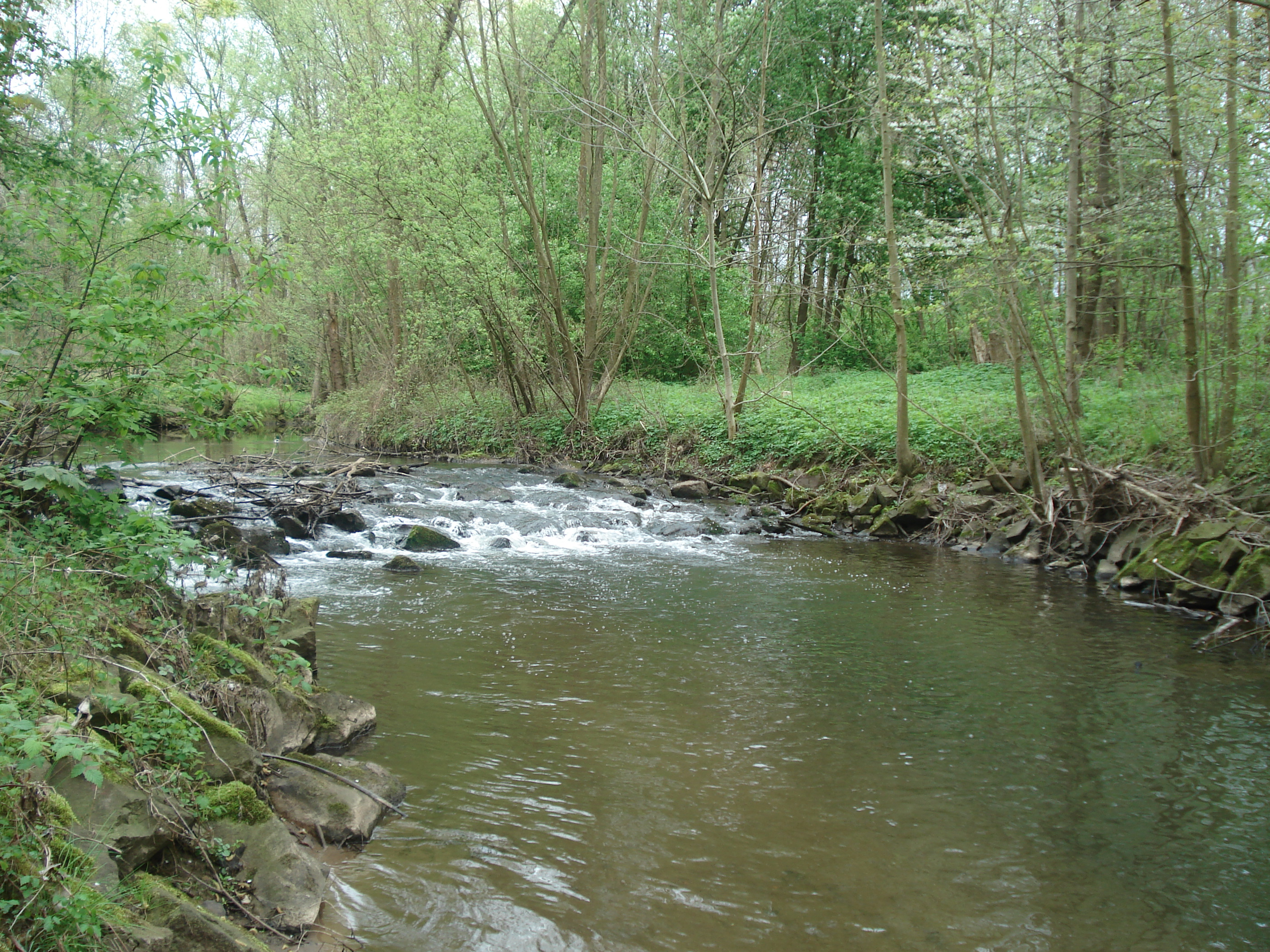
Die Aschaff bei Aschaffenburg

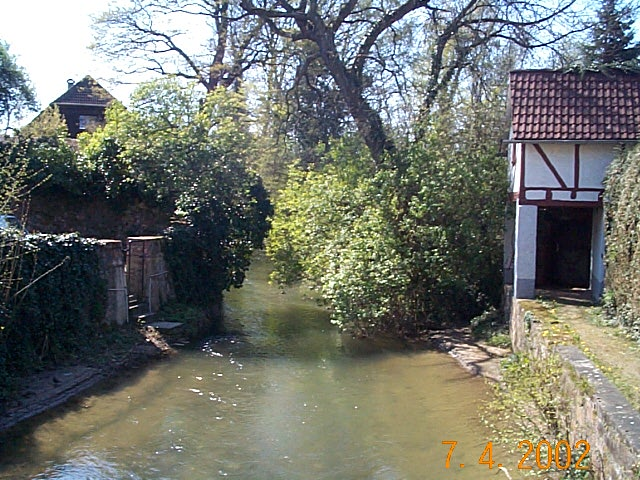
Die Gersprenz im Dieburger Stadtgebiet

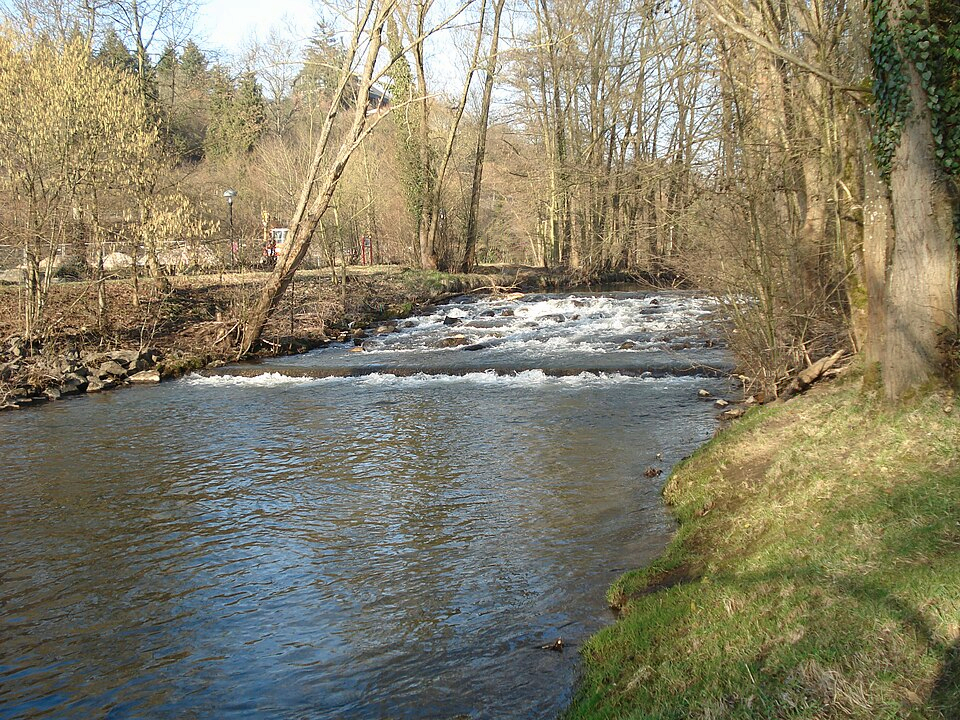
Die Kahl in Alzenau

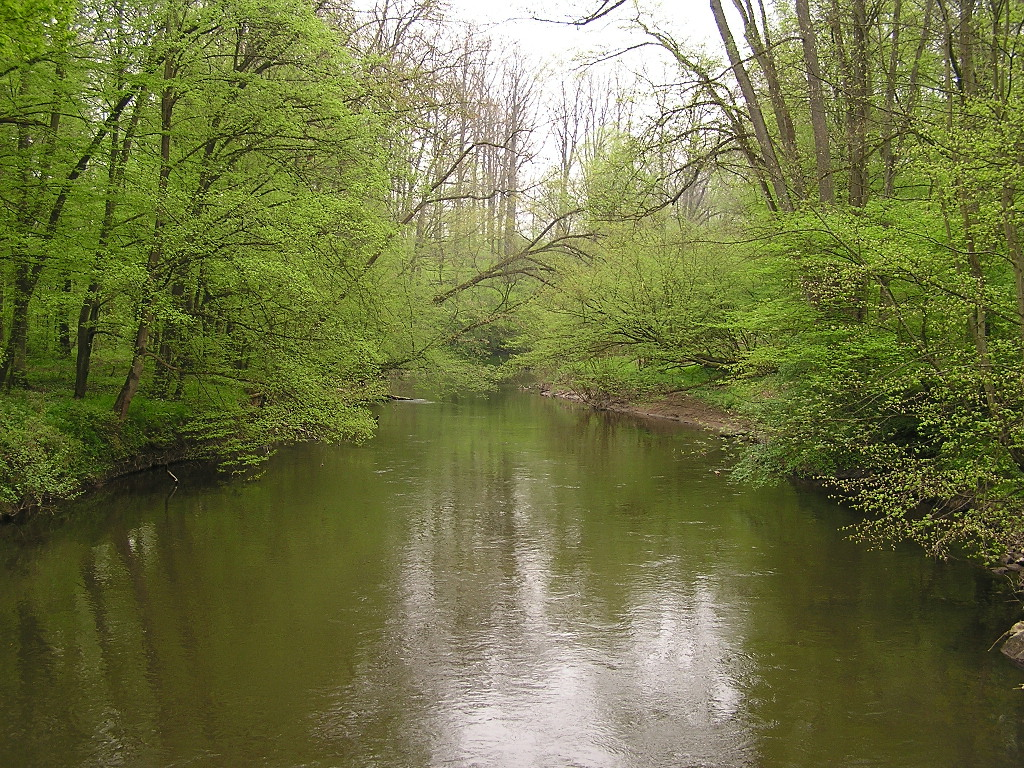
Kinzig

#### Zuflüsse des Untermains
Der Abschnitt von Aschaffenburg bis zur Mündung wird als Untermain bezeichnet.
Die wichtigsten Zuflüsse sind die Gersprenz, die Kahl, die Kinzig, die Rodau, die Nidda und der Schwarzbach.
- Aschaff (rechts), Aschaffenburg
- Hennertsgraben (Sandgraben[13]) (rechts), Kleinostheim
- Steinbach (rechts), Kleinostheim
- Gersprenz (links), Stockstadt am Main
- Forchbach (rechts), Karlstein am Main-Dettingen
- Schleifbach (links), Seligenstadt-Kleinwelzheim
- Riegelsbach (links), Seligenstadt (3,2 km[14])
- Kahl (rechts), Kahl am Main
- Bachgraben (links), Hainburg-Klein-Krotzenburg
- Schifflache (rechts), Hanau-Großauheim
- Hellenbach (links), Hanau-Steinheim (4,9 km[14])
- Kinzig (rechts), Hanau
- Birnbaumsgraben (links), 1,6 km, östlich von Mühlheim am Main
- Rodau (links), Mühlheim am Main
- Braubach (rechts), Maintal-Dörnigheim
- Kuhmühlgraben (links), Offenbach am Main-Waldheim (4 km[14])
- Hainbach (links), Offenbach
- Bach vom Bruchrainweiher (links), Frankfurt am Main-Oberrad
- Goldbach (links), Frankfurt-Oberrad
- Riedgraben (rechts), Frankfurt-Ostend
- Luderbach (oder Königsbach) (links), Frankfurt-Sachsenhausen
- Schwarzbach (links), Frankfurt-Goldstein
- Griesheimer Lachegraben (rechts), Frankfurt-Griesheim
- Nidda (rechts), Frankfurt-Höchst
- Liederbach (rechts), Frankfurt-Höchst
- Pfingsborngraben (Lachegraben) (rechts) Frankfurt-Höchst/Sindlingen (6,5 km[14])
- Kelster (links), Kelsterbach
- Welschgraben (rechts), Frankfurt-Sindlingen (8,6 km[14])
- Schwarzbach (rechts), Hattersheim, 91 m ü. NN
- Kastengrundgraben (rechts), (5,7 km)
- Zwengelgraben (rechts) (4,4 km)
- Ardelgraben (rechts), Flörsheim am Main (2,4 km[14])
- Wickerbach (rechts), Flörsheim am Main, 83 m ü. NHN
- Käsbach (rechts), Wiesbaden-Mainz-Kostheim, 82 m ü. NHN

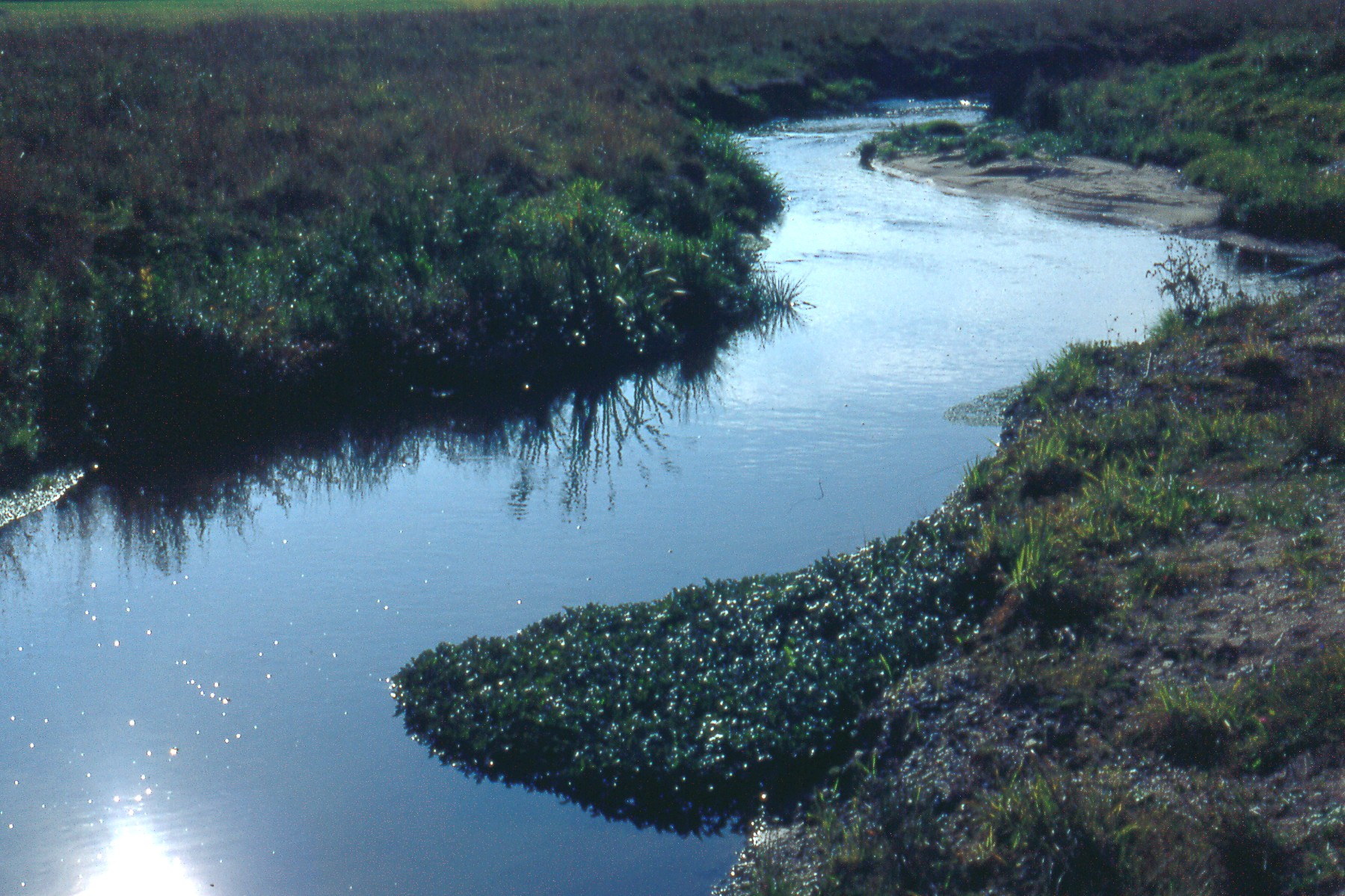
Die renaturierte Rodau bei Rodgau-Weiskirchen
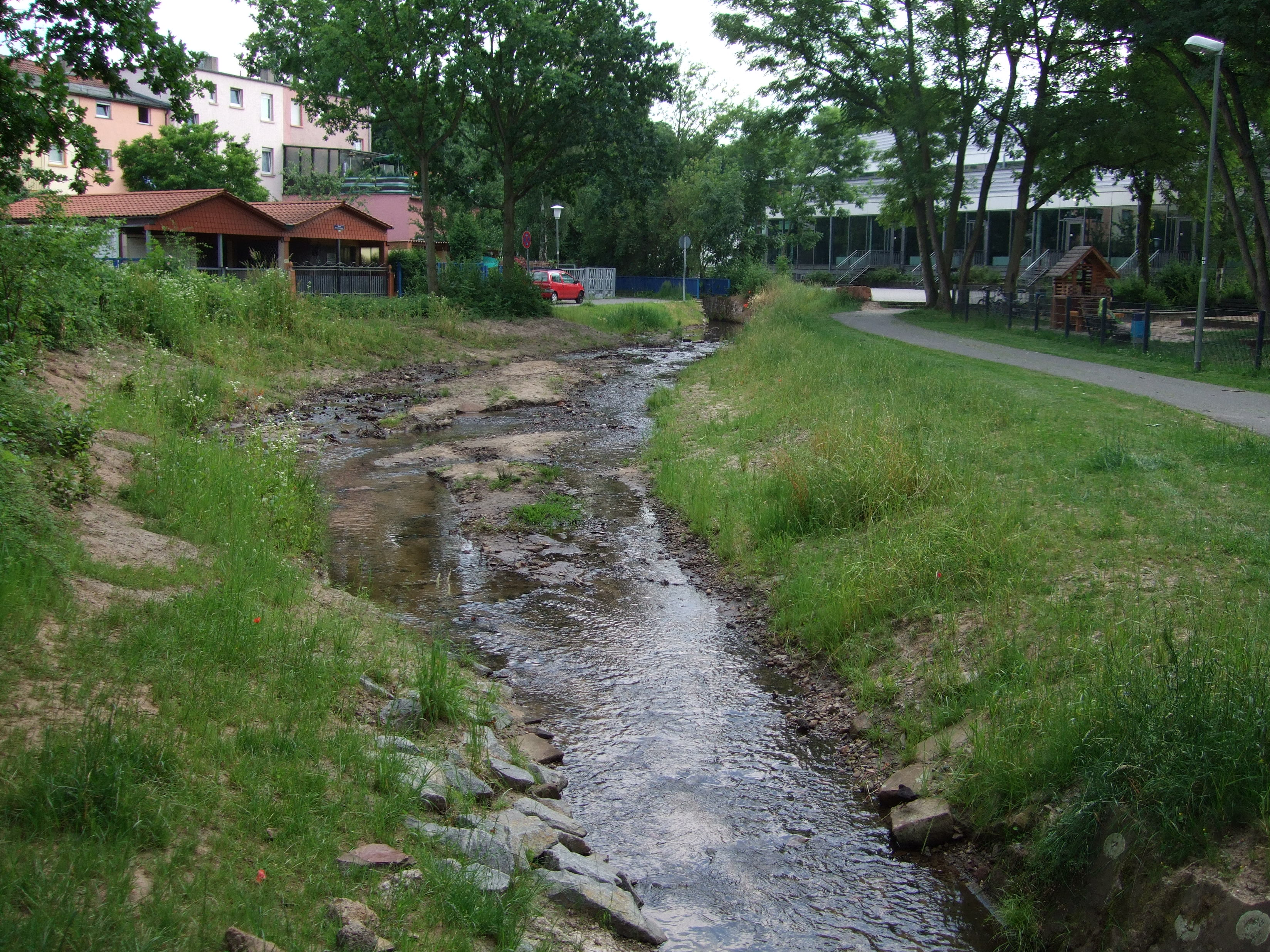
Hainbach in der Nähe der Stadthalle Offenbach
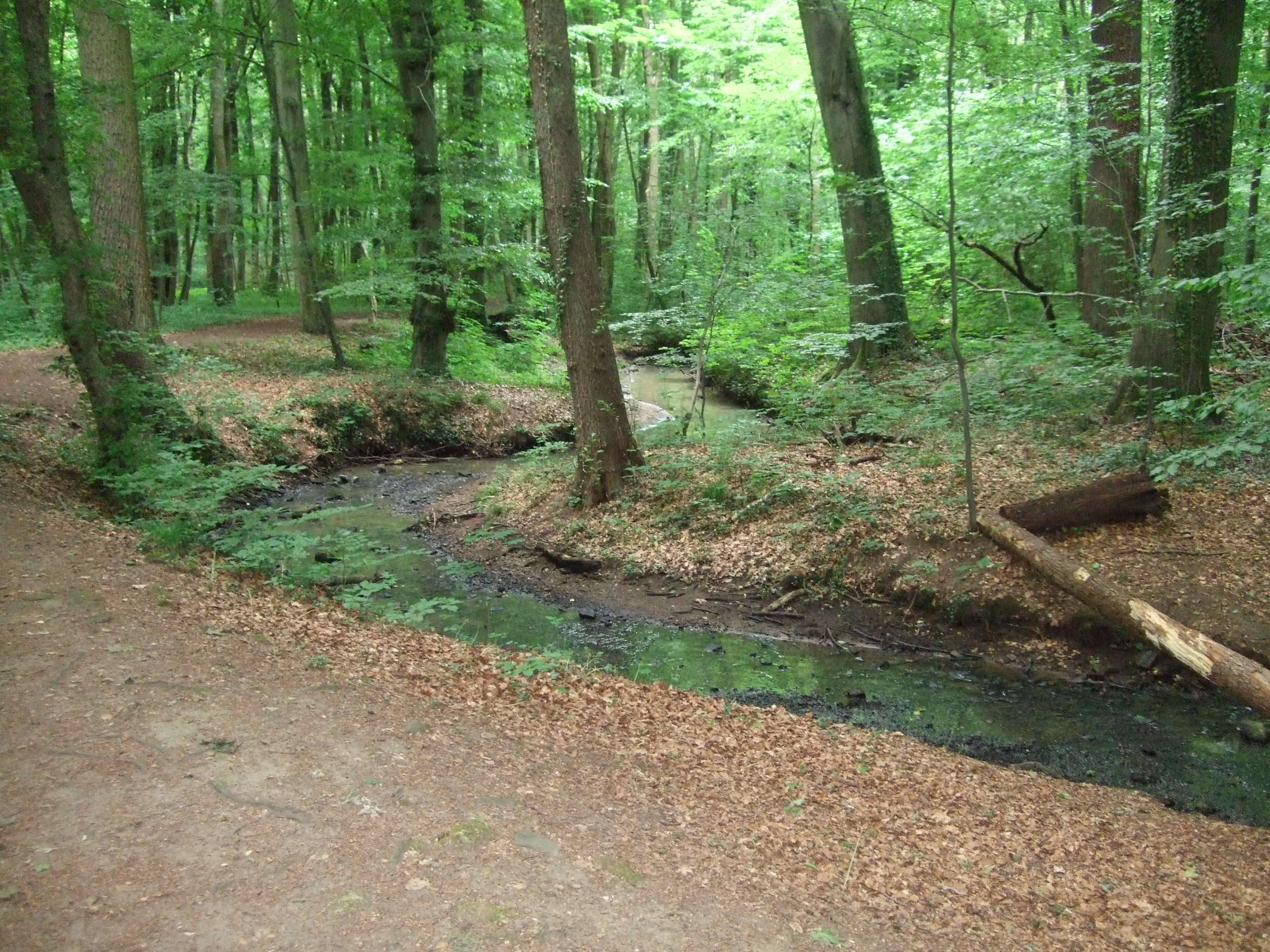
Luderbach
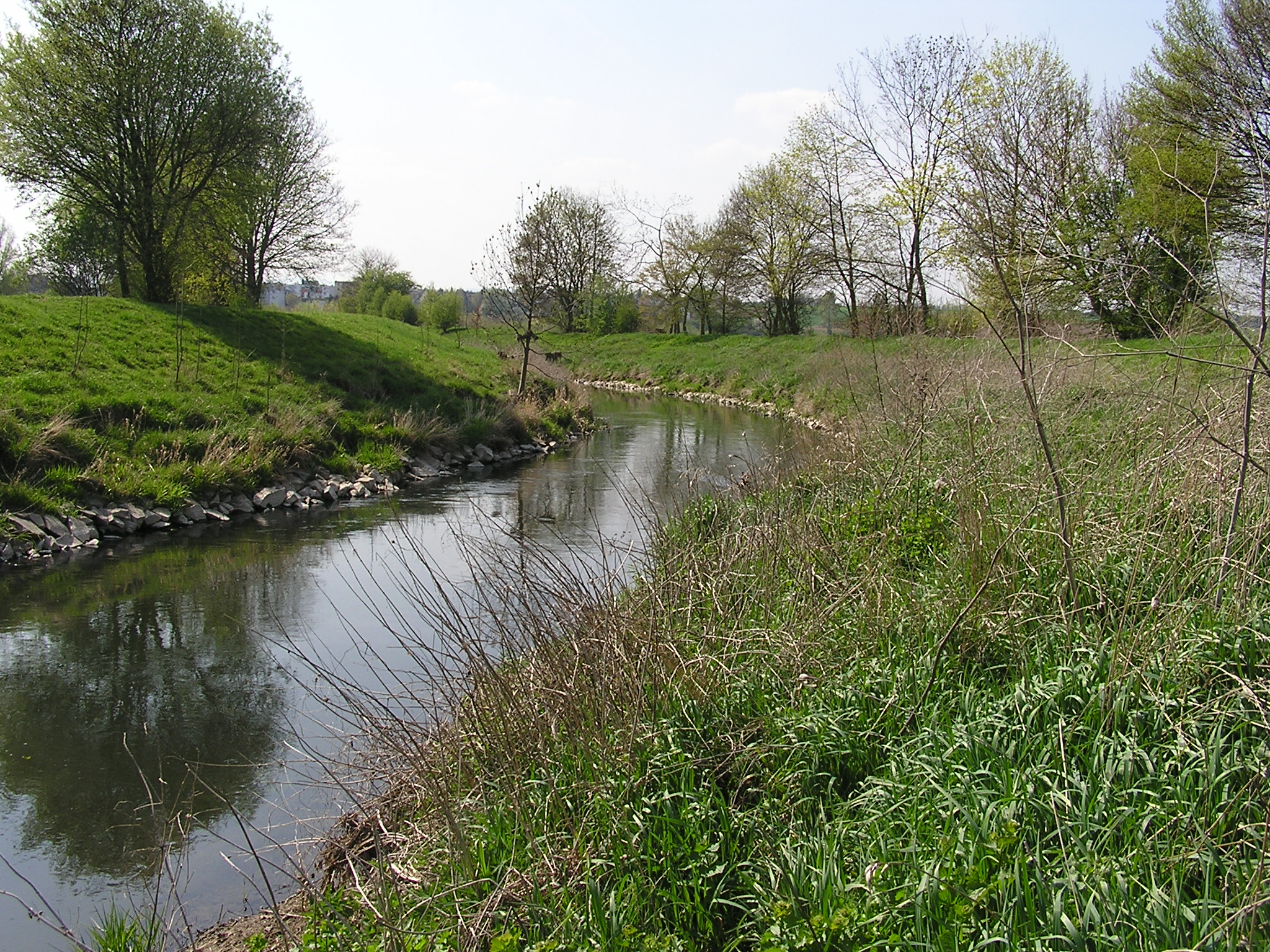
Die Nidda bei Wöllstadt

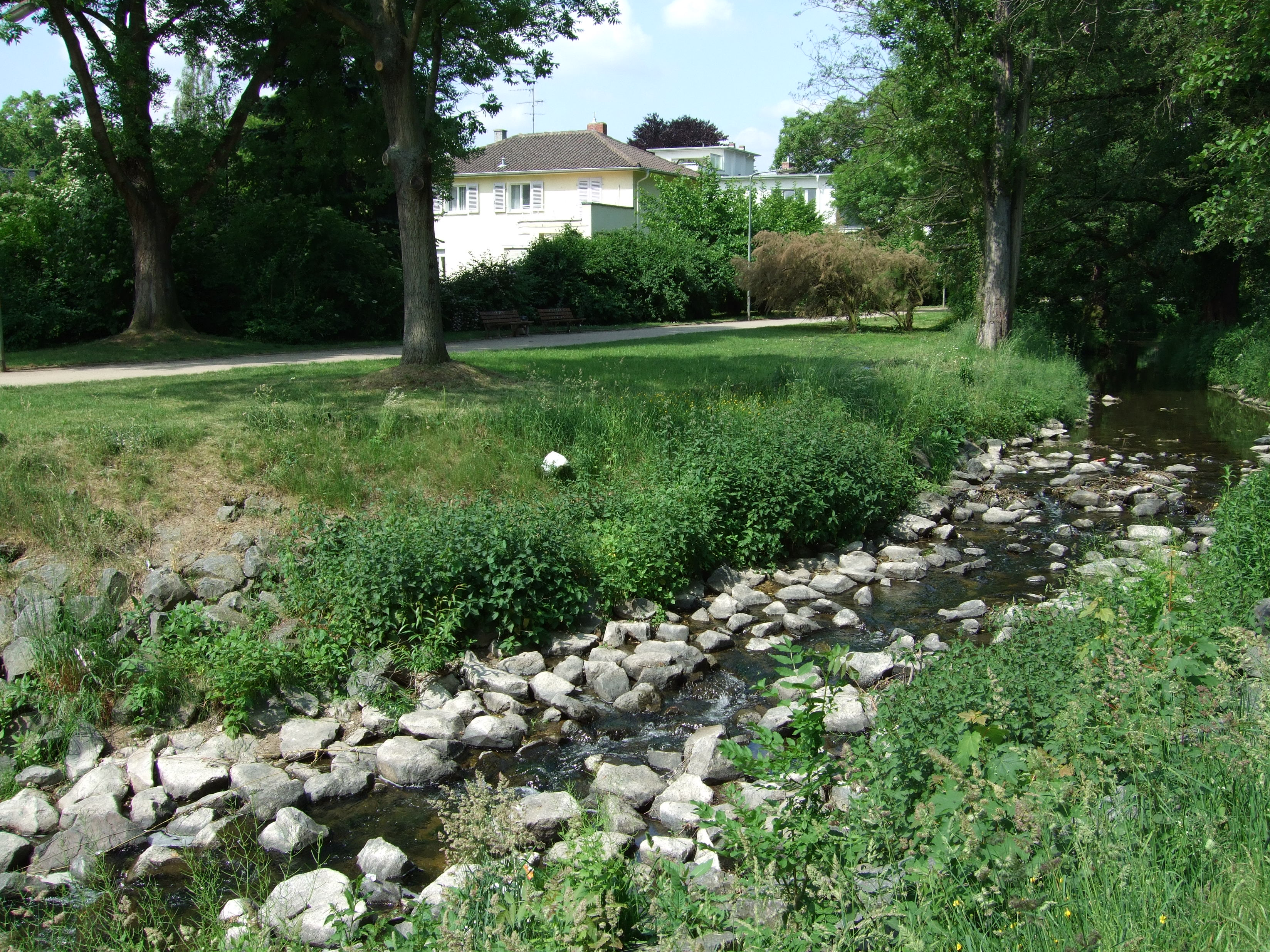
Liederbach mit rauer Sohlrampe
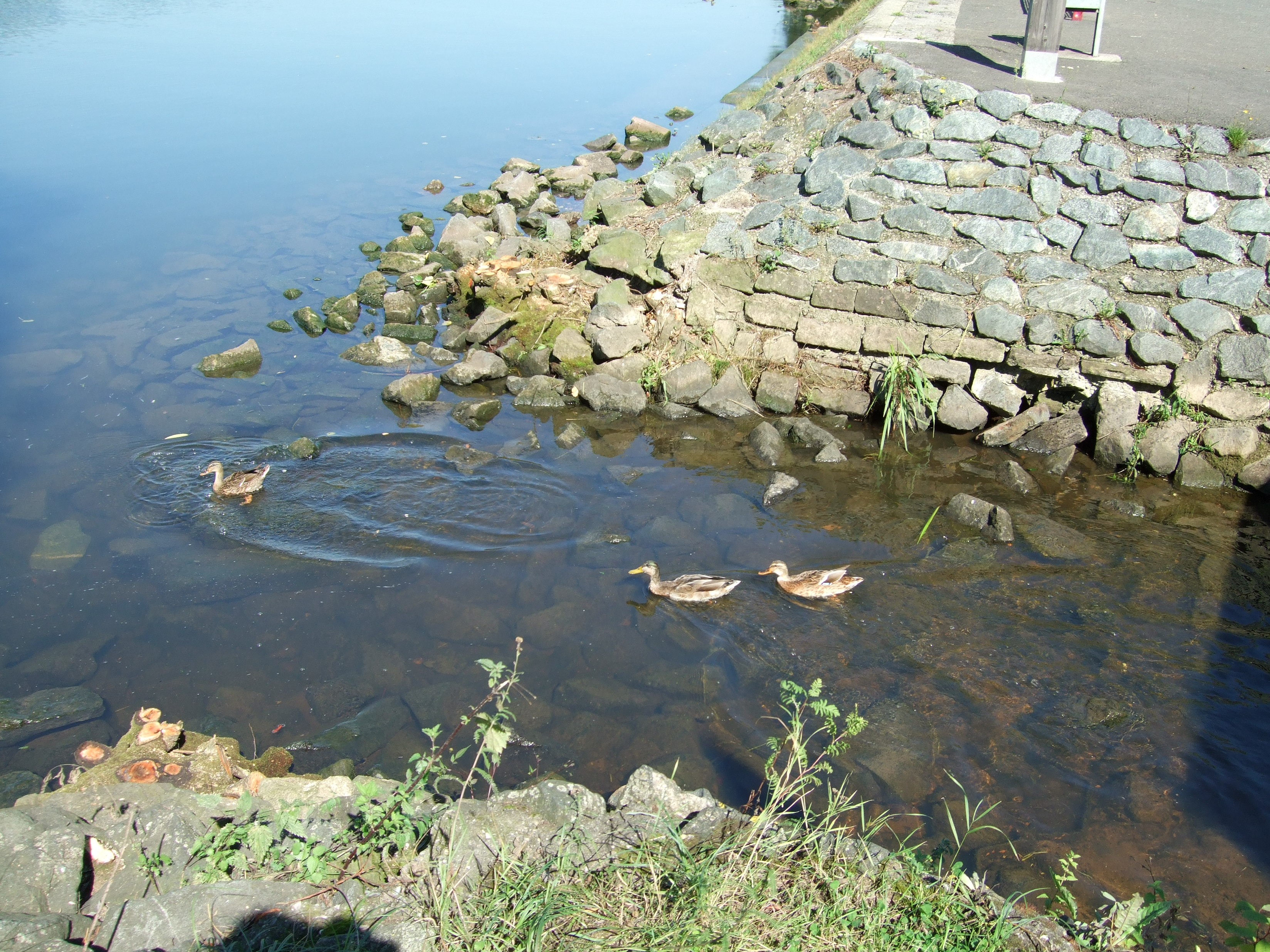
Kelster mündet in den Main
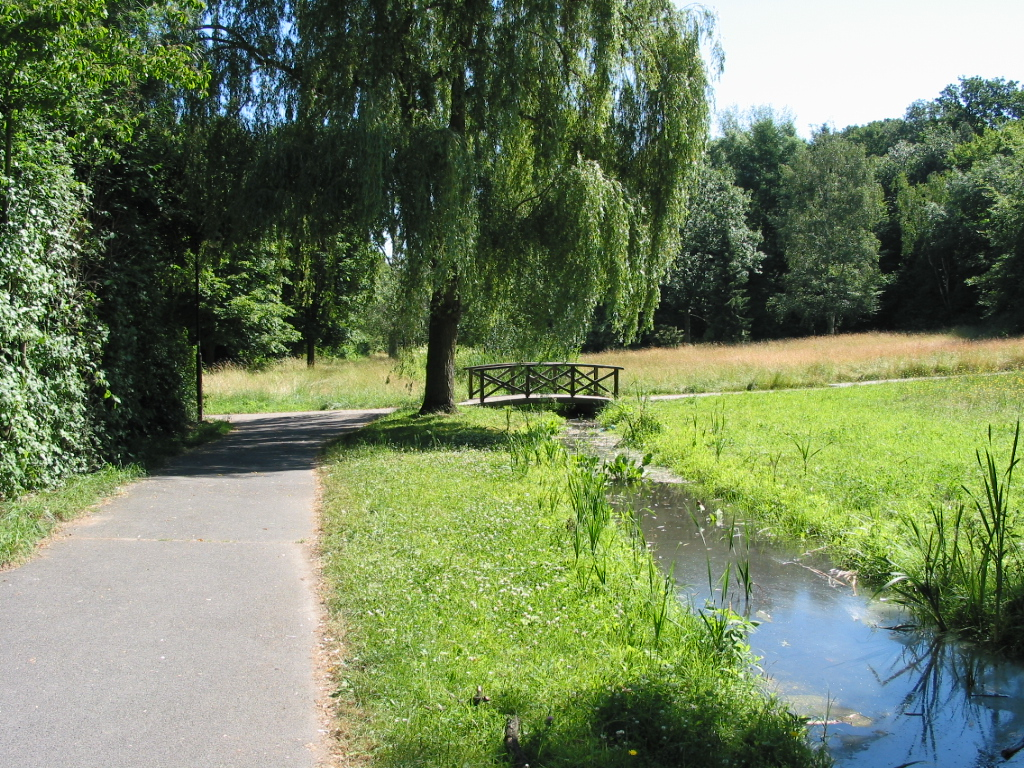
Bachlauf der Kelster in der Stadt Kelsterbach
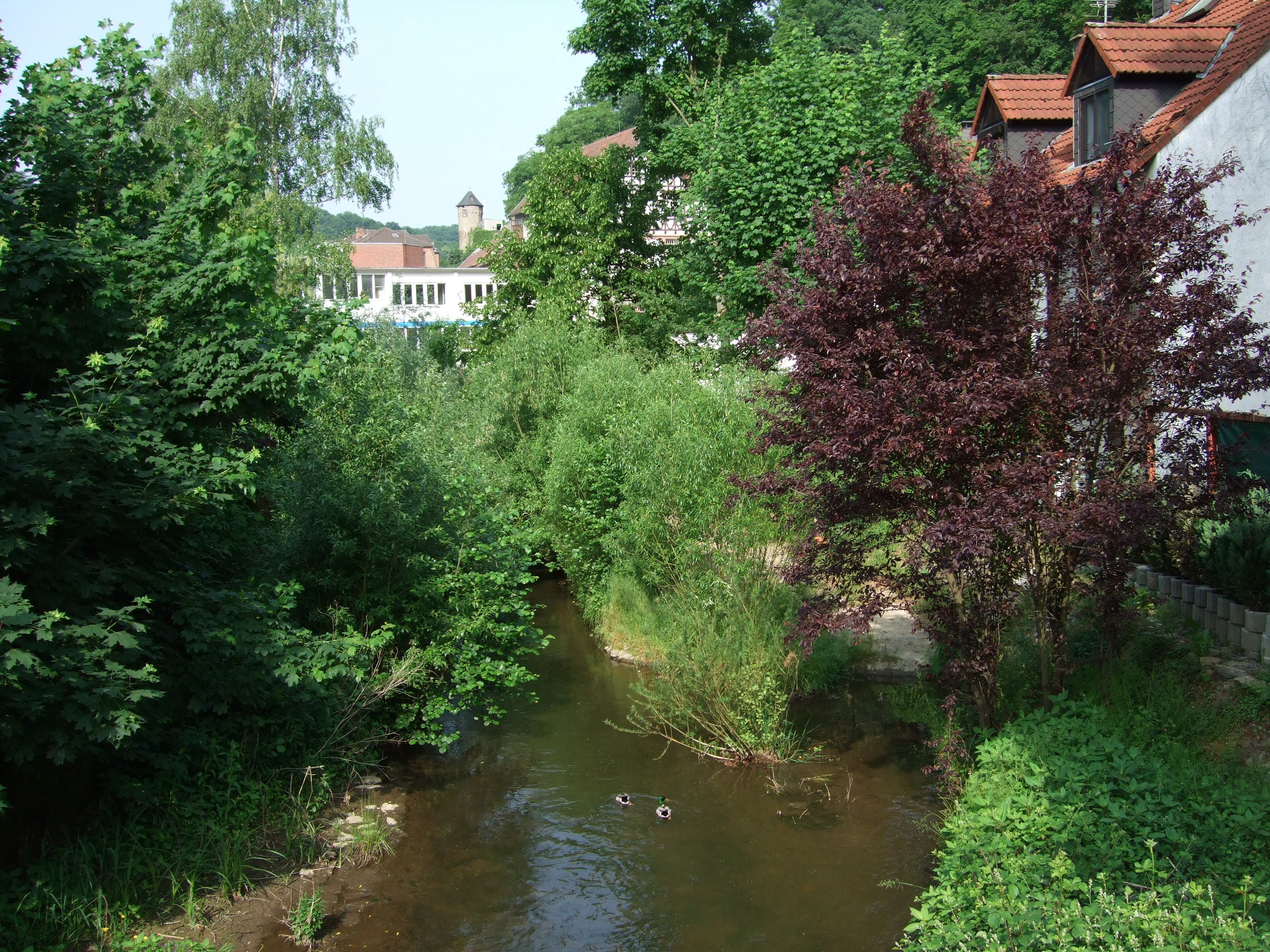
Schwarzbach in Eppstein